# Campionato mondiale di Formula 1 2016
Il campionato mondiale di Formula 1 2016 organizzato dalla FIA è stato, nella storia della categoria, il 67º ad assegnare il campionato piloti e il 59º ad assegnare il campionato costruttori. È iniziato il 20 marzo ed è terminato il 27 novembre, dopo 21 gare, due in più della stagione precedente.
Il mondiale piloti è stato vinto dal pilota tedesco Nico Rosberg, al primo titolo in carriera, mentre il campionato mondiale costruttori è stato vinto per la terza volta consecutiva dalla Mercedes, squadra per la quale ha corso lo stesso Rosberg.
Nico Rosberg è il secondo figlio di un campione del mondo di F1 (suo padre Keke s'impose nel 1982) a diventare, a sua volta, campione del mondo; la prima coppia di padre e figlio entrambi campioni fu quella Graham-Damon Hill. Pochi giorni dopo la conquista del titolo, Rosberg ha annunciato la sua decisione di abbandonare le corse.

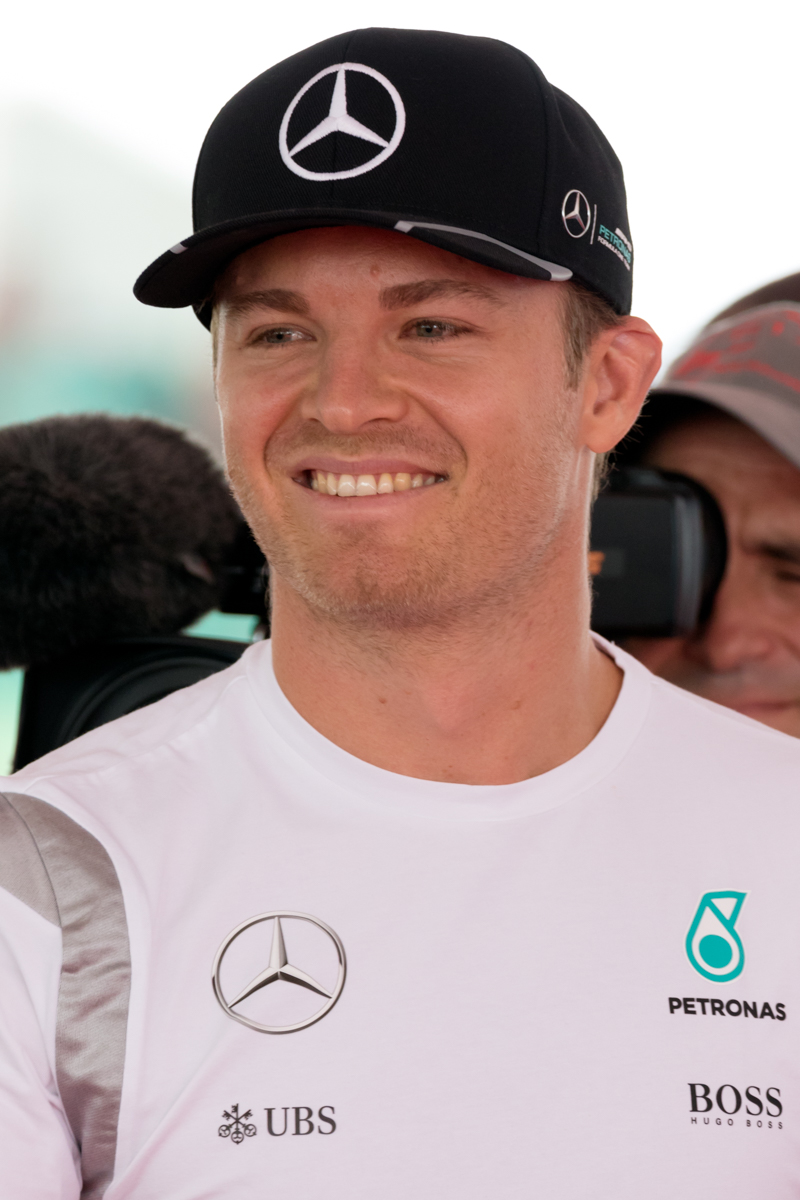
Nico Rosberg vince il suo primo ed unico titolo mondiale. Suo padre Keke è stato campione del mondo nel.

## La prestagione

### Il calendario
Nel maggio 2015 viene resa nota una prima bozza di calendario per il 2016. La novità principale sarebbe l'esordio ad aprile per il mondiale, e non più a marzo, ciò al fine di compattare le gare in un periodo di tempo più corto. Vi sarebbe l'esordio per il Gran Premio dell'Azerbaigian, il ritorno del Gran Premio di Germania e l'anticipo del Gran Premio di Russia in primavera e il posticipo di quello di Malesia in ottobre.
L'11 luglio 2015 il Consiglio Mondiale della FIA conferma il progetto di calendario per la stagione 2016. Sono previsti 21 gran premi, con esordio il 20 marzo col Gran Premio d'Australia, e termine il 27 novembre con quello di Abu Dhabi. Le novità sono il rientro del Gran Premio di Germania e di quello d'Europa, da tenersi sul nuovo tracciato di Baku, capitale dell'Azerbaigian. Il Gran Premio di Russia viene anticipato a maggio mentre quello di Malesia è posticipato a settembre. A settembre il Consiglio Mondiale della FIA ratifica la nuova versione del calendario per il 2016: la partenza è anticipata al 20 marzo, sempre col Gran Premio d'Australia. Altri 7 gran premi vedono modificata la loro data, tra cui il Gran Premio d'Europa di Baku, che ora è fissato nella stessa data della 24 Ore di Le Mans.
L'ufficializzazione del calendario è avvenuta il 2 dicembre: sono ancora confermati 21 gran premi, con l'anticipo del GP del Messico al 30 ottobre.
| Gara | Nome ufficiale del Gran Premio          | Circuito                          | Sede              | Data         | Ora    | Ora   | Ora   | Diretta TV           |
| Gara | Nome ufficiale del Gran Premio          | Circuito                          | Sede              | Data         | Locale | UTC   | ITA   | Diretta TV           |
| ---- | --------------------------------------- | --------------------------------- | ----------------- | ------------ | ------ | ----- | ----- | -------------------- |
| 1    | Rolex Australian Grand Prix             | Albert Park Circuit               | Melbourne         | 20 marzo     | 16.00  | 05.00 | 06.00 | Sky Sport F1 *       |
| 2    | Gulf Air Bahrain Grand Prix             | Bahrain International Circuit     | Manama            | 3 aprile     | 18.00  | 15.00 | 17.00 | Sky Sport F1 *       |
| 3    | Pirelli Chinese Grand Prix              | Shanghai International Circuit    | Shanghai          | 17 aprile    | 14.00  | 05.00 | 08.00 | Sky Sport F1 e Rai 1 |
| 4    | Russian Grand Prix                      | Soči International Street Circuit | Soči              | 1º maggio    | 15.00  | 12.00 | 14.00 | Sky Sport F1 *       |
| 5    | Gran Premio de España Pirelli           | Circuito di Barcellona-Catalogna  | Montmeló          | 15 maggio    | 14.00  | 13.00 | 14.00 | Sky Sport F1 *       |
| 6    | Grand Prix de Monaco                    | Circuito di Monte Carlo           | Monaco            | 29 maggio    | 14.00  | 13.00 | 14.00 | Sky Sport F1 e Rai 1 |
| 7    | Grand Prix du Canada                    | Circuit Gilles Villeneuve         | Montréal          | 12 giugno    | 14.00  | 18.00 | 20.00 | Sky Sport F1 *       |
| 8    | Grand Prix of Europe                    | Circuito di Baku                  | Baku              | 19 giugno    | 17.00  | 13.00 | 15.00 | Sky Sport F1 e Rai 1 |
| 9    | Großer Preis von Österreich             | Red Bull Ring                     | Spielberg         | 3 luglio     | 14.00  | 13.00 | 14.00 | Sky Sport F1 *       |
| 10   | British Grand Prix                      | Silverstone Circuit               | Silverstone       | 10 luglio    | 13.00  | 13.00 | 14.00 | Sky Sport F1 *       |
| 11   | Magyar Nagydíj                          | Hungaroring                       | Mogyoród          | 24 luglio    | 14.00  | 13.00 | 14.00 | Sky Sport F1 e Rai 1 |
| 12   | Großer Preis von Deutschland            | Hockenheimring                    | Hockenheim        | 31 luglio    | 14.00  | 13.00 | 14.00 | Sky Sport F1 e Rai 1 |
| 13   | Belgian Grand Prix                      | Circuito di Spa-Francorchamps     | Stavelot          | 28 agosto    | 14.00  | 13.00 | 14.00 | Sky Sport F1 *       |
| 14   | Gran Premio Heineken d'Italia           | Autodromo nazionale di Monza      | Monza             | 4 settembre  | 14.00  | 13.00 | 14.00 | Sky Sport F1 e Rai 1 |
| 15   | Singapore Airlines Singapore Grand Prix | Singapore Street Circuit          | Singapore         | 18 settembre | 20.00  | 12.00 | 14.00 | Sky Sport F1 e Rai 1 |
| 16   | Petronas Malaysia Grand Prix            | Sepang International Circuit      | Sepang            | 2 ottobre    | 15.00  | 07.00 | 09.00 | Sky Sport F1 *       |
| 17   | Emirates Japanese Grand Prix            | Circuito di Suzuka                | Suzuka            | 9 ottobre    | 14.00  | 05.00 | 07.00 | Sky Sport F1 e Rai 1 |
| 18   | United States Grand Prix                | Circuito delle Americhe           | Austin            | 23 ottobre   | 14.00  | 18.00 | 20.00 | Sky Sport F1 *       |
| 19   | Gran Premio de México                   | Autodromo Hermanos Rodríguez      | Città del Messico | 30 ottobre   | 13.00  | 19.00 | 20.00 | Sky Sport F1 e Rai 2 |
| 20   | Grande Prêmio do Brasil                 | Autódromo José Carlos Pace        | San Paolo         | 13 novembre  | 14.00  | 16.00 | 17.00 | Sky Sport F1 *       |
| 21   | Etihad Airways Abu Dhabi Grand Prix     | Yas Marina Circuit                | Abu Dhabi         | 27 novembre  | 17.00  | 13.00 | 14.00 | Sky Sport F1 e Rai 1 |

I gran premi contrassegnati da * sono stati comunque trasmessi in differita sulle reti Rai.

In verde sono segnati i paesi che nel 2016 hanno ospitato un Gran Premio di Formula 1, con sedi del circuito segnate con un punto nero. In grigio scuro sono quelli che li hanno ospitati in passato, gli ex circuiti ospitanti sono contrassegnati con un punto bianco.

### La presentazione delle vetture
| Costruttore         | Telaio     | Data lancio                          | Luogo lancio                     |
| ------------------- | ---------- | ------------------------------------ | -------------------------------- |
| Renault F1          | R.S.16     | 3 febbraio (livrea provvisoria)      | Atelier Renault, Parigi, Francia |
| Renault F1          | R.S.16     | 22 febbraio (vettura)                | Circuito di Catalogna, Spagna    |
| Renault F1          | R.S.16     | 16 marzo (livrea definitiva)         | Circuito Albert Park, Australia  |
| Red Bull Racing     | RB12       | 17 febbraio (livrea)                 | Puma Store, Londra               |
| Red Bull Racing     | RB12       | 22 febbraio (vettura)                | Circuito di Catalogna, Spagna    |
| Williams F1         | FW38       | 19 febbraio                          | Sito internet                    |
| Scuderia Ferrari    | SF16-H     | 19 febbraio                          | Sito internet                    |
| Haas F1 Team        | VF-16      | 21 febbraio                          | Circuito di Catalogna, Spagna    |
| McLaren             | MP4-31     | 21 febbraio                          | Sito internet                    |
| Scuderia Toro Rosso | STR11      | 22 febbraio (vettura con livrea blu) | Circuito di Catalogna, Spagna    |
| Scuderia Toro Rosso | STR11      | 1º marzo (livrea)                    | Circuito di Catalogna, Spagna    |
| Force India         | VJM09      | 22 febbraio                          | Circuito di Catalogna, Spagna    |
| Mercedes AMG F1     | W07 Hybrid | 22 febbraio                          | Circuito di Catalogna, Spagna    |
| Manor Racing        | MRT05      | 22 febbraio                          | Circuito di Catalogna, Spagna    |
| Sauber F1 Team      | C35        | 1º marzo                             | Circuito di Catalogna, Spagna    |

### Test

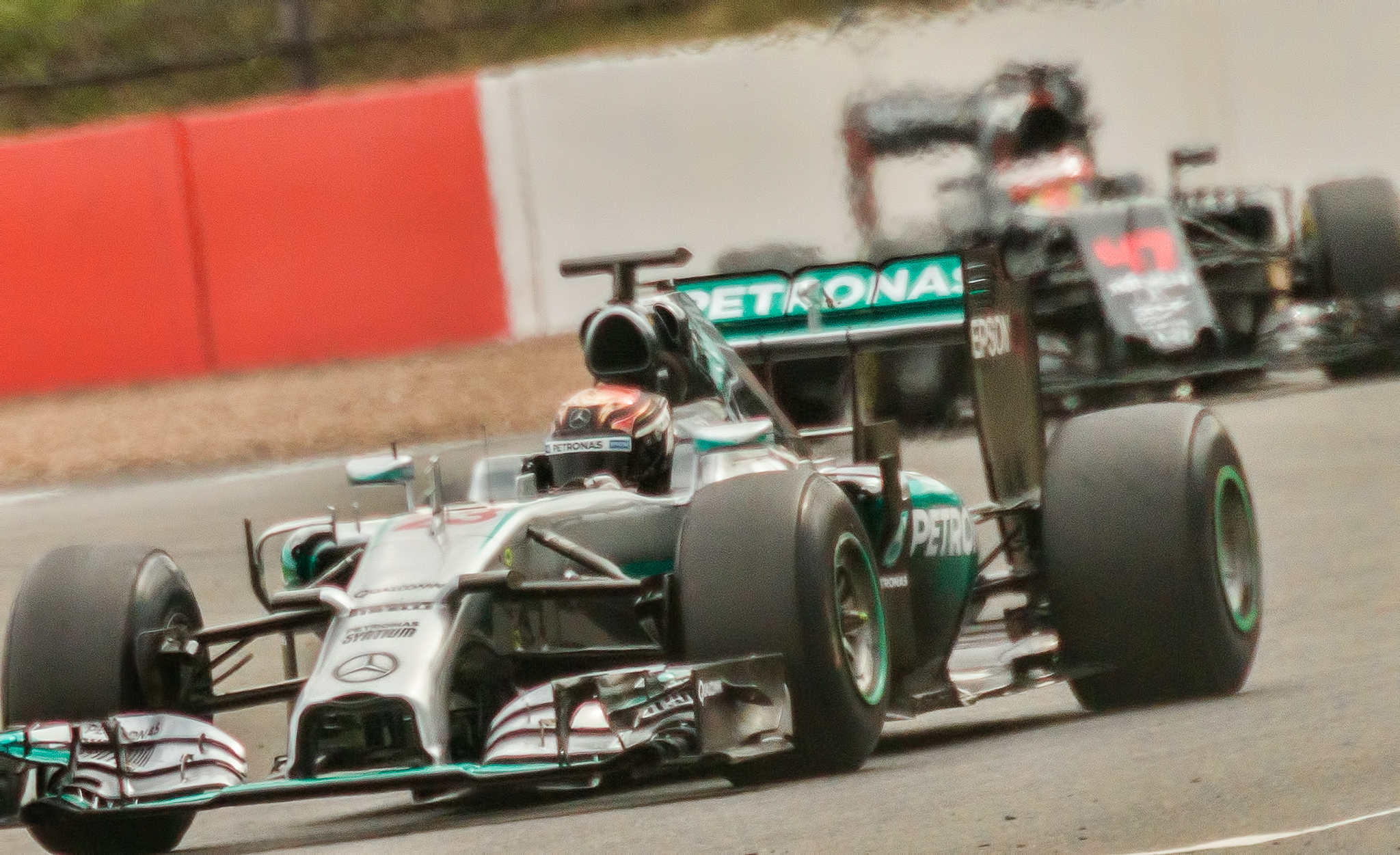
I collaudatori Pascal Wehrlein e Stoffel Vandoorne nei test di Silverstone.

I test pre-stagionali si disputano, in due sole sessioni, la prima dal 22 al 25 febbraio, la seconda dal 1º al 4 marzo, per un totale di otto giorni, entrambe sul Circuito di Catalogna. L'elevato numero di gare presenti nel calendario aveva messo in dubbio la possibilità che, anche in questa stagione, potessero tenersi dei test nel corso del campionato. Successivamente la FIA ha stabilito 4 giorni di test, da effettuarsi nel corso del campionato. Le prime due date sono il 17 e 18 maggio, all'indomani del Gran Premio di Spagna, ancora sul tracciato di Montmeló, le altre due il 12 e 13 luglio, sul Circuito di Silverstone, a seguire il Gran Premio di Gran Bretagna.
Il 25 e 26 gennaio si sono tenuti, in realtà, altri test, sul Circuito Paul Ricard, al fine però solo di testare gli pneumatici Pirelli da bagnato. A tali sessioni hanno partecipato solo le vetture di tre scuderie: Ferrari, McLaren e Red Bull. Su tali test vi è stata la vigilanza della Federazione, al fine di evitare che le scuderie partecipanti possano ottenere un vantaggio dalla loro presenza.
In corso di stagione alla Pirelli sono concessi 25 giorni di test per la nuova generazione di gomme, che verrà utilizzata, a partire dal 2017. Il primo appuntamento è previsto per il 1° e 2 agosto, presso il Circuito di Fiorano, e coinvolge la Ferrari. Il circuito viene bagnato al fine di testare le gomme da pioggia. I test vengono svolti, nelle date seguenti, anche da Red Bull e Mercedes.

### Accordi e fornitori

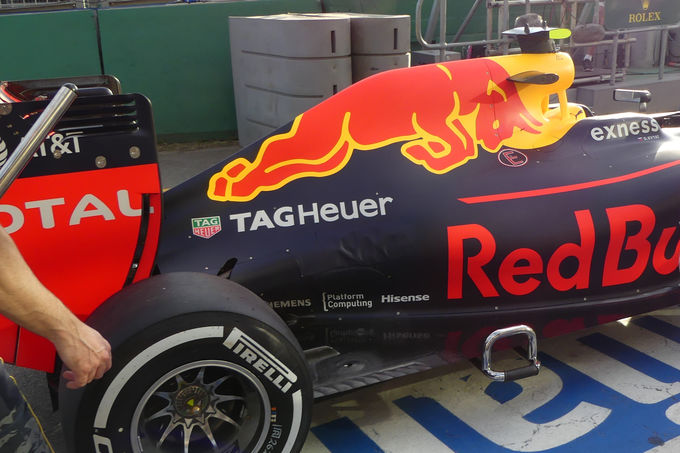
Il motore Renault, della Red Bull Racing, viene ribattezzato TAG Heuer.

Il 1º ottobre 2015 la Manor ufficializza l'accordo con la Mercedes: la casa tedesca diventa, dal 2016, la fornitrice delle power unit (sostituendo la Ferrari), oltre che collaborare più strettamente con la Manor per l'approntamento della monoposto. La Manor ha a disposizione la trasmissione, e parte delle sospensioni, della Williams, anch'essa già supportata dai motori della Mercedes, così come utilizza come carburante quello della Petronas, già in uso da parte di Mercedes e Williams.
Dopo lunghe discussioni la Red Bull Racing ha rinnovato l'accordo per la fornitura della power unit da parte della Renault: il motore verrà però ribattezzato, per ragioni commerciali, TAG Heuer. Inizialmente il team angloaustriaco aveva confermato l'abbandono dei motori forniti dalla Renault, tanto da prospettare l'impiego di motori Ferrari. La casa italiana era disposta a fornire il motore del 2015, nell'ultima evoluzione, mentre la Red Bull richiedeva i motori nell'evoluzione 2016. In caso contrario la Red Bull aveva minacciato di ritirarsi dalla Formula 1, assieme alla scuderia collegata, Toro Rosso.
La Toro Rosso abbandona invece i motori Renault, e ripassa all'utilizzo delle power unit della Ferrari, già impiegati dalla scuderia faentina dal 2007 al 2013. Alla scuderia è stata concessa, dal Consiglio Mondiale della FIA, la possibilità di utilizzare i propulsori nella loro configurazione 2015. La STR utilizza anche altre parti tecniche fornite dalla Ferrari.
Da giugno l'azienda olandese Heineken sottoscrive un accordo di sponsorizzazione con il campionato di F1; da questa stagione diventerà il main sponsor per il Gran Premio d'Italia, mentre, dal 2017, saranno tre le gare sostenute dall'azienda. L'Emirates, compagnia aerea di Dubai, diventa title sponsor per il Gran Premio del Giappone.

## Scuderie e piloti

### Scuderie

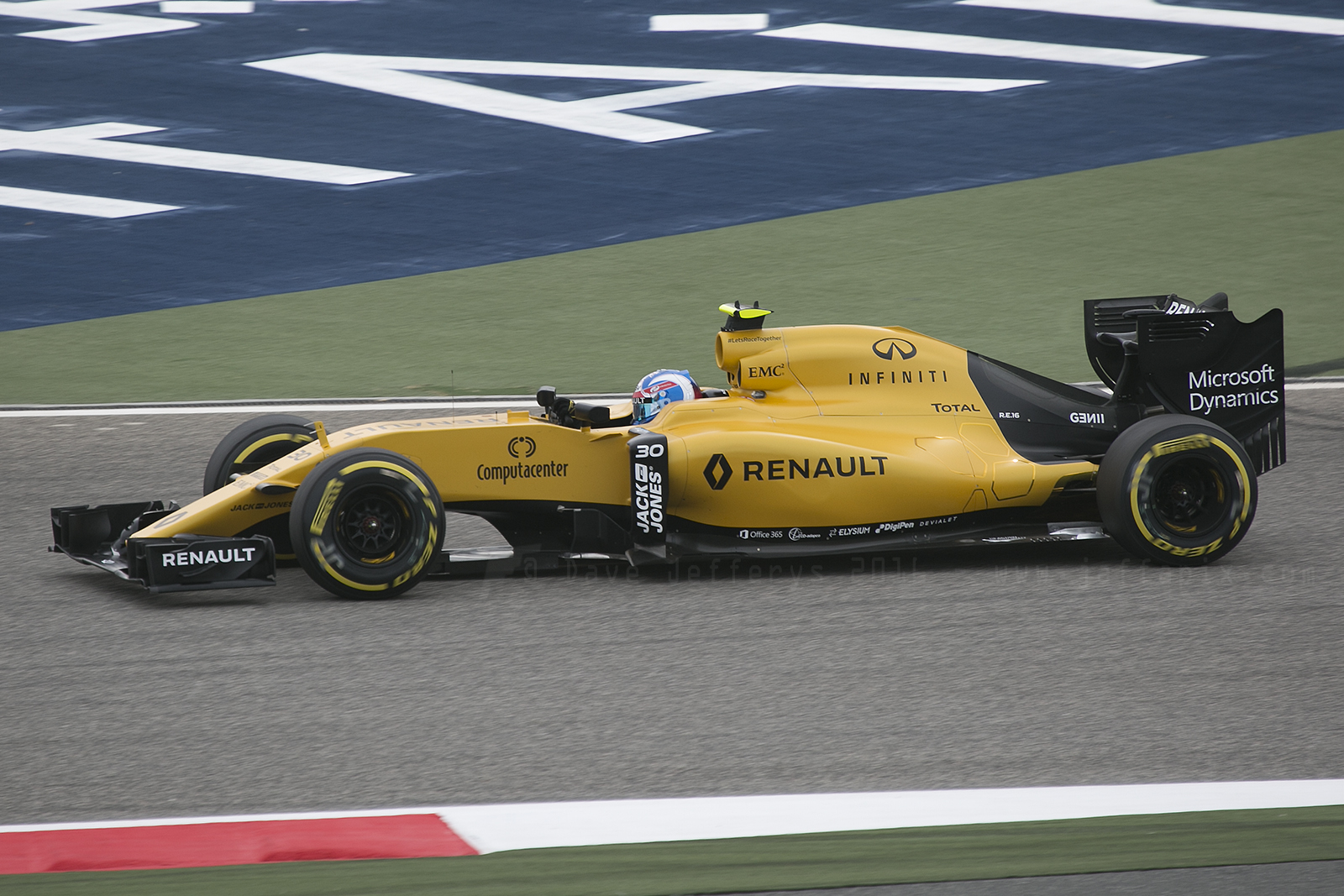
La Renault acquista la scuderia Lotus, rientrando così direttamente nel campionato.

Nel dicembre 2013 la FIA aveva lanciato un bando per ricercare una dodicesima scuderia, che avrebbe dovuto esordire nella stagione 2015 o 2016, garantendo la sua permanenza nel campionato almeno fino alla stagione 2020. Ad aprile 2014 venne ufficializzata dalla FIA l'ammissione del team statunitense Haas a partire dal campionato 2015. Successivamente il team ha annunciato la sua intenzione a posticipare al 2016 l'entrata nel campionato mondiale. Le altre proposte giunte alla FIA furono quella della scuderia rumena Forza Rossa, che sembrò inizialmente essere stata accettata per poi negare di aver ottenuto la licenza, e la Stefan Grand Prix, team serbo già in passato vicino all'ingresso nel campionato.
Nel corso del 2015 la Federazione ha lanciato un nuovo bando per la ricerca di un'ulteriore scuderia. Inizialmente le richieste sarebbero dovute pervenire entro il 23 giugno, ma la FIA ha successivamente deciso di prorogare il termine di presentazione delle candidature al 23 luglio. Questo nuovo team dovrebbe esordire nella stagione 2016 o 2017. La Federazione stabilì nel 30 settembre la data limite per l'eventuale accettazione di un nuovo team nel campionato. Il 14 agosto la FIA invece annuncia che nessuna delle due offerte arrivate soddisfa i criteri stabiliti per l'accesso al campionato, confermando così che solo 11 team sono ammessi alla stagione 2016.
A settembre 2015 la Renault comunicò di aver firmato una lettera d'intenti per l'acquisizione della Lotus, scuderia che si dibatteva in problemi finanziari. Il 3 dicembre 2015, Carlos Ghosn, amministrato delegato della Renault ha annunciato che la casa transalpina parteciperà nel campionato, con un proprio team. Il 16 dicembre 2009 la Renault aveva ceduto il 75% di controllo della sua scuderia al fondo lussemburghese Genii Capital di proprietà di Gerard López. Il team mantenne il nome di Renault F1 Team nel campionato 2010. Il team adotta la denominazione Renault Sport F1 Team.
Il 14 dicembre 2015 il presidente della Ferrari Sergio Marchionne annuncia che nel 2017 o nel 2018 potrebbe entrare nella competizione come scuderia lo storico marchio italiano Alfa Romeo.
Da questa stagione viene concesso alla Manor di competere col suo nome.

### Piloti

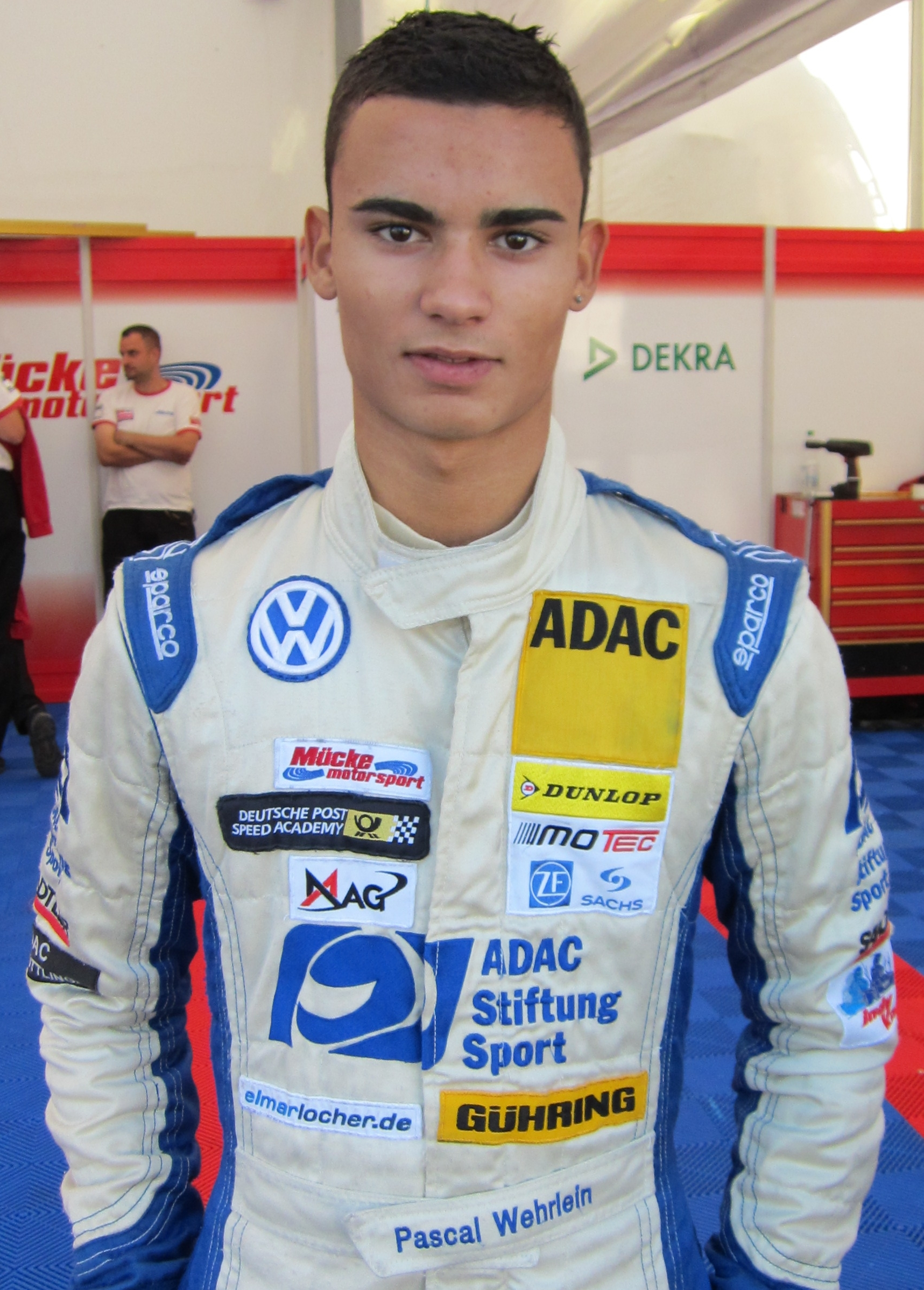
Pascal Wehrlein fa il suo esordio nel mondiale di F1 correndo per la Manor.

Prima del Gran Premio di Russia 2015 il francese Romain Grosjean, pilota della Lotus, annuncia il suo passaggio, per il 2016, al neoentrante team Haas, mentre, in occasione del Gran Premio del Messico 2015, è stato confermato che il messicano Esteban Gutiérrez affiancherà Grosjean; il messicano, che ha già corso 38 gran premi di F1, è collaudatore della Scuderia Ferrari. Lo statunitense Santino Ferrucci, pilota di GP3, è nominato pilota per lo sviluppo.
A seguito di tali annunci la Lotus (prima del cambio di denominazione in Renault) ha comunicato che Jolyon Palmer, suo terzo pilota nel 2015, sarebbe diventato pilota titolare, dalla stagione 2016, al posto di Romain Grosjean, dopo il suo passaggio alla Haas. Palmer sceglie come numero il 30, già impiegato nelle prove libere dal pilota britannico nel 2015. Tale numero era stato utilizzato, per l'ultima volta, da Heinz-Harald Frentzen nel Gran Premio d'Australia 1995. Jolyon è il figlio dell'ex pilota di F1 Jonathan Palmer. Successivamente però anche Pastor Maldonado viene sostituito, dal pilota danese Kevin Magnussen, impiegato negli ultimi due anni dalla McLaren (nel 2014 quale titolare, nel 2015 quale riserva, tanto da partecipare alle qualifiche del Gran Premio d'Australia). Il francese Esteban Ocon, vincitore della GP3 Series 2015, diventa pilota di riserva, mentre il canadese Nicholas Latifi è nominato pilota collaudatore. Con il danese sono ben 4 i figli di ex piloti di F1, presenti nel campionato: oltre a Magnussen, anche Jolyon Palmer, Nico Rosberg e Max Verstappen.
Il pilota belga Stoffel Vandoorne, campione della GP2, annuncia l'ingaggio come pilota di riserva alla McLaren, in sostituzione proprio di Kevin Magnussen. La McLaren indica il giapponese Nobuharu Matsushita quale pilota collaudatore. La Force India ingaggia il pilota messicano di GP3 e World Series Renault, Alfonso Celis Jr., quale pilota di sviluppo, e il pilota russo, sedicenne, Nikita Mazepin come collaudatore. Gary Paffett, storico pilota di riserva alla McLaren (tra il 2005 e il 2014), diventa pilota per lo sviluppo al simulatore alla Williams. Sempre alla Williams, l'ex pilota della Force India, Paul di Resta, torna nel campionato, quale pilota di riserva.
Il 10 febbraio 2016 Pascal Wehrlein afferma sul suo profilo Twitter di essere stato ingaggiato dalla Manor come pilota titolare. L'ufficializzazione viene effettuata pochi minuti dopo il tweet di Wehrlein. Il numero scelto dal tedesco è il 94, utilizzato anche nel DTM. Tale numero è stato utilizzato, nel mondiale di F1, solo da Johnny Claes, nel Gran Premio di Germania 1951. Il tedesco ha svolto nel 2015 anche il ruolo di pilota di riserva alla Mercedes. Ruolo che mantiene anche per il 2016. Il 18 febbraio la Manor ufficializza Rio Haryanto quale altro pilota titolare. L'indonesiano, impegnato nel 2015 in GP2, dopo mesi di trattative, è riuscito a trovare i finanziamenti necessari. Haryanto è il primo pilota indonesiano a correre nel mondiale di F1. Haryanto sceglie, quale numero, l'88, non utilizzato dalla 500 Miglia di Indianapolis 1959, da Gene Hartley. Alexander Rossi, impiegato da titolare dalla scuderia britannica in qualche gara del 2015, resta quale pilota di riserva.
Lewis Hamilton rinuncia al numero 1, riservato al campione del mondo in carica, mantenendo il suo numero 44, anche per questa stagione.
Nel Gran Premio del Bahrein, Fernando Alonso, per via dell'incidente occorso nel Gran Premio d'Australia, non supera le visite mediche: lo spagnolo soffre per una contusione al polmone e una frattura a una costola. Viene sostituito dall'esordiente belga e riserva della McLaren, Stoffel Vandoorne, che corre nella Super Formula. Vandoorne è il primo pilota di nazionalità belga a partecipare ad un weekend di Formula 1 dopo Jerome d'Ambrosio al Gran Premio d'Italia 2012. Il belga sceglie il numero 47, utilizzato l'ultima volta da Chuck Weyant nella 500 Miglia di Indianapolis 1959. Fernando Alonso torna alla guida della sua monoposto dal successivo Gran Premio di Cina, previa visita dei medici della FIA.
Dal Gran Premio di Spagna vi è uno scambio di piloti tra la Red Bull e la Toro Rosso: il russo Daniil Kvjat torna alla scuderia italiana, dove aveva corso nel 2014, mentre Max Verstappen passa alla scuderia angloaustriaca.
Dal Gran Premio del Belgio, il francese Esteban Ocon, che in stagione ha preso parte ad alcuni turni di prove libere a bordo della Renault oltre alle sessioni di test con la Mercedes, prende il posto di Rio Haryanto alla guida della Manor. Ocon sceglie il numero 31, non utilizzato più dal Gran Premio d'Australia 1994 (David Brabham disputò la gara con quel numero alla guida della Simtek, ritirandosi). Haryanto resta comunque nel campionato di F1, quale pilota di riserva, alla Manor.

### Tabella riassuntiva
Il 19 febbraio 2016 è stata diramata la lista ufficiale del Mondiale 2016 dalla FIA. I piloti e le scuderie che affrontano la stagione 2016 di Formula 1 sono:
| Scuderia                      | Costruttore               | Telaio     | Power Unit             | Gomme | Nº | Piloti            | Sigle | GP      | Terzo pilota / pilota di riserva                                           |
| ----------------------------- | ------------------------- | ---------- | ---------------------- | ----- | -- | ----------------- | ----- | ------- | -------------------------------------------------------------------------- |
| Mercedes AMG Petronas F1 Team | Mercedes                  | W07 Hybrid | Mercedes PU106C Hybrid | P     | 44 | Lewis Hamilton    | HAM   | Tutti   | Pascal Wehrlein Esteban Ocon                                               |
| Mercedes AMG Petronas F1 Team | Mercedes                  | W07 Hybrid | Mercedes PU106C Hybrid | P     | 6  | Nico Rosberg      | ROS   | Tutti   | Pascal Wehrlein Esteban Ocon                                               |
| Scuderia Ferrari              | Ferrari                   | SF16-H     | Ferrari 061            | P     | 5  | Sebastian Vettel  | VET   | Tutti   | Esteban Gutiérrez Jean-Éric Vergne Marc Gené Charles Leclerc Antonio Fuoco |
| Scuderia Ferrari              | Ferrari                   | SF16-H     | Ferrari 061            | P     | 7  | Kimi Räikkönen    | RAI   | Tutti   | Esteban Gutiérrez Jean-Éric Vergne Marc Gené Charles Leclerc Antonio Fuoco |
| Williams Martini Racing       | Williams-Mercedes         | FW38       | Mercedes PU106C Hybrid | P     | 19 | Felipe Massa      | MAS   | Tutti   | Paul di Resta Gary Paffett Alex Lynn Lance Stroll                          |
| Williams Martini Racing       | Williams-Mercedes         | FW38       | Mercedes PU106C Hybrid | P     | 77 | Valtteri Bottas   | BOT   | Tutti   | Paul di Resta Gary Paffett Alex Lynn Lance Stroll                          |
| Red Bull Racing               | Red Bull Racing-TAG Heuer | RB12       | Renault R.E.16         | P     | 3  | Daniel Ricciardo  | RIC   | Tutti   | Pierre Gasly Sébastien Buemi                                               |
| Red Bull Racing               | Red Bull Racing-TAG Heuer | RB12       | Renault R.E.16         | P     | 26 | Daniil Kvjat      | KVY   | 1-4     | Pierre Gasly Sébastien Buemi                                               |
| Red Bull Racing               | Red Bull Racing-TAG Heuer | RB12       | Renault R.E.16         | P     | 33 | Max Verstappen    | VES   | 5-21    | Pierre Gasly Sébastien Buemi                                               |
| Sahara Force India F1 Team    | Force India-Mercedes      | VJM09      | Mercedes PU106C Hybrid | P     | 27 | Nico Hülkenberg   | HUL   | Tutti   | Alfonso Celis Jr. Nikita Mazepin                                           |
| Sahara Force India F1 Team    | Force India-Mercedes      | VJM09      | Mercedes PU106C Hybrid | P     | 11 | Sergio Pérez      | PER   | Tutti   | Alfonso Celis Jr. Nikita Mazepin                                           |
| Renault Sport F1 Team         | Renault                   | R.S.16     | Renault R.E.16         | P     | 20 | Kevin Magnussen   | MAG   | Tutti   | Esteban Ocon Carmen Jordá Sergej Sirotkin Nicholas Latifi                  |
| Renault Sport F1 Team         | Renault                   | R.S.16     | Renault R.E.16         | P     | 30 | Jolyon Palmer     | PAL   | Tutti   | Esteban Ocon Carmen Jordá Sergej Sirotkin Nicholas Latifi                  |
| Scuderia Toro Rosso           | Toro Rosso-Ferrari        | STR11      | Ferrari 060            | P     | 33 | Max Verstappen    | VES   | 1-4     | Pierre Gasly Sérgio Sette Câmara                                           |
| Scuderia Toro Rosso           | Toro Rosso-Ferrari        | STR11      | Ferrari 060            | P     | 26 | Daniil Kvjat      | KVY   | 5-21    | Pierre Gasly Sérgio Sette Câmara                                           |
| Scuderia Toro Rosso           | Toro Rosso-Ferrari        | STR11      | Ferrari 060            | P     | 55 | Carlos Sainz Jr.  | SAI   | Tutti   | Pierre Gasly Sérgio Sette Câmara                                           |
| Sauber F1 Team                | Sauber-Ferrari            | C35        | Ferrari 061            | P     | 9  | Marcus Ericsson   | ERI   | Tutti   | TBA                                                                        |
| Sauber F1 Team                | Sauber-Ferrari            | C35        | Ferrari 061            | P     | 12 | Felipe Nasr       | NAS   | Tutti   | TBA                                                                        |
| McLaren Honda                 | McLaren-Honda             | MP4-31     | Honda RA616H           | P     | 14 | Fernando Alonso   | ALO   | 1, 3-21 | Stoffel Vandoorne Nobuharu Matsushita Oliver Turvey                        |
| McLaren Honda                 | McLaren-Honda             | MP4-31     | Honda RA616H           | P     | 47 | Stoffel Vandoorne | VAN   | 2       | Stoffel Vandoorne Nobuharu Matsushita Oliver Turvey                        |
| McLaren Honda                 | McLaren-Honda             | MP4-31     | Honda RA616H           | P     | 22 | Jenson Button     | BUT   | Tutti   | Stoffel Vandoorne Nobuharu Matsushita Oliver Turvey                        |
| Manor Racing MRT              | MRT-Mercedes              | MRT05      | Mercedes PU106C Hybrid | P     | 94 | Pascal Wehrlein   | WEH   | Tutti   | Rio Haryanto Jordan King Alexander Rossi                                   |
| Manor Racing MRT              | MRT-Mercedes              | MRT05      | Mercedes PU106C Hybrid | P     | 88 | Rio Haryanto      | HAR   | 1-12    | Rio Haryanto Jordan King Alexander Rossi                                   |
| Manor Racing MRT              | MRT-Mercedes              | MRT05      | Mercedes PU106C Hybrid | P     | 31 | Esteban Ocon      | OCO   | 13-21   | Rio Haryanto Jordan King Alexander Rossi                                   |
| Haas F1 Team                  | Haas-Ferrari              | VF-16      | Ferrari 061            | P     | 8  | Romain Grosjean   | GRO   | Tutti   | Santino Ferrucci Charles Leclerc                                           |
| Haas F1 Team                  | Haas-Ferrari              | VF-16      | Ferrari 061            | P     | 21 | Esteban Gutiérrez | GUT   | Tutti   | Santino Ferrucci Charles Leclerc                                           |

## Circuiti e gare

Il circuito cittadino di Baku, circuito debuttante della stagione 2016, ospitante dell’ultimo Gran Premio d'Europa finora, dall’anno seguente infatti ospiterà il Gran Premio d'Azerbaigian.

La novità della stagione è il rientro in calendario del Gran Premio d'Europa, da tenersi su un circuito cittadino, disegnato per le vie di Baku, capitale dell'Azerbaigian. Già nel 2014, il ministro dello Sport azero, aveva annunciato che, dal 2015, il suo paese avrebbe ospitato una gara del campionato mondiale. Successivamente è stato annunciato che il Gran Premio sarebbe stato inserito nel calendario, per la stagione 2016.
Il calendario vede il rientro, dopo un anno di assenza, del Gran Premio di Germania. Nel calendario invece non è ancora previsto il Gran Premio d'America, da tenersi su un tracciato cittadino del New Jersey: in diverse occasioni inserito nei calendari provvisori, è stato poi posticipato da Bernie Ecclestone, che affermò, nel 2014, che non sarebbe stata reintrodotta, almeno fino al 2016. A causa di problemi economici, anche l'unica gara che attualmente si tiene negli Stati Uniti d'America, ovvero quella prevista sul Circuito di Austin, rischiava di essere esclusa dal calendario, per poi essere confermata.
Non è stato invece ricompreso nel calendario iridato il Gran Premio di Corea.
A seguito delle polemiche sorte in occasione del Gran Premio motociclistico della Malesia 2015, in merito alla qualità della pavimentazione, gli organizzatori del gran premio di Sepang decidono di riasfaltare l'intera pista. Nuovi problemi però si sono verificati nel corso di altri test, effettuati con le moto, all'inizio di luglio. Gli organizzatori hanno garantito che, grazie a nuovi interventi sul drenaggio della pista, il tracciato non presenta problemi. La riasfaltatura della pista, oltre a rimuovere le aree nel quale il manto stradale era non in perfette condizioni, ha portato anche alla nuova profilatura di ben nove curve. I piloti hanno espresso parere positivo per la nuova asfaltatura della pista, tranne per quanto riguarda la nuova riprofilatura dell'ultima curva: la sede stradale, rialzata di un metro in corrispondenza del cordolo interno, porta una forte pendenza, che spinge i piloti a utilizzare la parte esterna della curva.
Gli organizzatori del Gran Premio del Messico sono stati premiati dalla FOM col Race Promoters' Trophy per il 2016, quale gara meglio organizzata nella stagione. È la terza volta, nella storia, e seconda consecutiva, che la gara messicana viene premiata.

## Modifiche al regolamento

### Regole in generale
La Federazione Internazionale dell'Automobile e la Formula One Management, da questa stagione, hanno un maggior potere nel cambiare i regolamenti tecnici e sportivi del campionato e, in generale, sulle norme che regolano la categoria.

### Regolamento tecnico

La Pirelli introduce una quinta mescola, la Ultrasoft.

Il numero di power unit utilizzabili in stagione, da ciascun pilota, torna a 5.
Al fine di incrementare il rumore prodotto dalle monoposto, da questa stagione è previsto l'utilizzo di un screamer pipe (ovvero un particolare tubo) attraverso il quale debbano passare i gas di scarico.
La Pirelli introduce un quinto tipo di mescola da asciutto, la Ultrasoft, di colore viola. Dal Gran Premio d'Austria la FIA controlla la pressione degli pneumatici ancora prima di venir montati sulle vetture. Inoltre alle scuderie è permesso solo di gonfiarle, qualora vengano trovate a una pressione inferiore a quella consentita. Il controllo viene ripetuto quando un treno di gomme è riutilizzato.
Il numero di modifiche ammesse sulle power unit in corso di stagione rimane stabilito in 32, e non scende a 25, come stabilito con la modifica al regolamento introdotta nel 2014. Inoltre le modifiche potranno riguardare anche aree precedentemente escluse, quali il basamento del motore, le guide valvola, l'albero a camme, l'albero motore e il diametro dei cuscinetti di banco. Viene concessa alle scuderie la possibilità di utilizzare i propulsori nella configurazione 2015.

### Regolamento sportivo
Cambiano le regole in merito all'utilizzo degli pneumatici: la casa italiana deciderà in anticipo tre mescole, e non più solo due, da portare per ciascuna gara. Il numero di set utilizzabili resta fissato a 13 per weekend, e la Pirelli assegnerà due set obbligatori. Un set della mescola più morbida verrà imposto, e dovrà essere conservato per la fase decisiva delle qualificazioni, la Q3. I restanti dieci set saranno decisi dai singoli team, all'interno delle tre mescole offerte dal fornitore. I due set assegnati, e resi obbligatori, non potranno essere restituiti, durante le prove, e dovranno essere entrambi disponibili in gara e almeno uno di questi due set dovrà essere utilizzato obbligatoriamente in gara. La scelta delle mescole verrà fatta per ogni singola vettura. Qualora il team non effettui la scelta, nei termini di tempo previsti, sarà la Federazione a stabilirli d'imperio. Le scelte dei team verranno rese note non prima delle due settimane antecedenti la gara.
Agli steward è attribuito una maggior potere nel penalizzare le vetture che escono dal tracciato, eccetto nei casi in cui tali traiettorie siano dovute a errori dei piloti. Tale norma è stata introdotta a seguito dell'incidente di Sebastian Vettel, al Gran Premio del Belgio 2015, dopo che l'esplosione di uno pneumatico, sulla sua vettura, fu attribuito a una precedente escursione del pilota al di fuori del tracciato. La Federazione Internazionale dell'Automobile sta anche esplorando la possibilità di utilizzare un sensore GPS al fine di monitorare le escursioni dai limiti della pista, effettuate dai piloti, come di promuovere la riprofilazione dei cordoli.
Ogni pilota che, durante la fase di partenza, incorrerà in problemi tecnici o errori che costringeranno all'interruzione della stessa, sarà costretto a partire dalla corsia dei box. L'applicazione delle penalizzazioni per la sostituzione del cambio viene uniformata a quella delle altre tipologie di penalizzazione applicate sulla definizione della griglia di partenza, venendo applicate sulla base della determinazione cronologica degli avvenimenti.
La Virtual Safety Car verrà utilizzata, in caso di necessità, anche nel corso delle sessioni di prove. Il Drag Reduction System potrà essere riutilizzato dai piloti, subito al termine del periodo di VSC, senza dover attendere due giri.
A seguito delle polemiche sorte in merito all'ingaggio del diciassettenne Max Verstappen da parte della Scuderia Toro Rosso per la stagione di F1 2015, la Federazione ha modificato il metodo per la concessione della Superlicenza, ponendo un limite minimo d'età (18 anni) e stabilendo che il richiedente debba ottenere determinati risultati nella categorie inferiori alla F1 nei tre anni precedenti alla richiesta, che comportino l'ottenimento di 40 punti, secondo quando stabilito da una particolare tabella. Dopo iniziali critiche sul metodo di attribuzione dei punti fra i vari campionati, la FIA è intervenuta nel luglio 2015 per riformare quanto deciso, equiparando i punti attribuiti dal vincitore della nuova F2, a quelli concessi ai vincitori di altri campionati importanti, quali GP2, Formula 3 FIA o WEC.
Viene applicato in maniera più rigida l'articolo 20.1 del regolamento sportivo, che prevede che il pilota debba guidare la vettura da solo e senza alcun aiuto esterno. Da questa stagione saranno permessi solo i messaggi radio che concernono la sicurezza, mentre saranno vietati quei messaggi che riguardano la situazione della vettura. Prima del Gran Premio d'Australia la FIA ha voluto chiarire meglio le nuove limitazioni sulle comunicazioni tra muretto e piloti, stabilendo che il team potrà comunicare ai piloti un problema alla vettura solo se la rottura di un componente è imminente e potenzialmente terminale. Vengono vietati i messaggi che riguardano: i distacchi tra le vetture in qualifica; la scelta di gomme al pit stop successivo; il numero di giri che un avversario ha completato con un set di pneumatici; gli pneumatici dei concorrenti; le strategie di gara degli avversari; la finestra della Safety Car; il cambio di posizione dell'ala anteriore al pit stop seguente; avvertimento in merito al rispetto dei limiti della pista; il numero di giri alla fine della gara. La FIA controllerà anche che i team non scambino messaggi in codice coi piloti.
Il 24 febbraio 2016 lo Strategy Group e la F1 Commission approvano una modifica del sistema di definizione della griglia di partenza, che prevede un'eliminazione dei piloti, via via più lenti, nel corso delle tre fasi in cui la qualifica resta suddivisa. Bernie Ecclestone annunciava però, pochi giorni dopo, che il nuovo formato delle qualifiche non sarebbe partito dalla prima gara stagionale, il Gran Premio d'Australia, ma dal Gran Premio di Spagna, previsto per il 15 maggio, per l'impossibilità di approntare i software necessari per il controllo dei tempi dei piloti.
Successivamente è stato deciso di rinviare a una nuova riunione del Consiglio Mondiale della FIA, prevista per il 4 marzo, la possibilità di modificare nuovamente il format delle qualifiche, con la Q3, manterrebbe il formato utilizzato fino al 2015, limitata però a soli 8 piloti. La riunione definisce il tale meccanismo: la Q1 dura 16 minuti; dopo i primi 7 minuti viene eliminato il pilota col tempo più alto, fino a quel momento. Successivamente, ogni minuto e mezzo viene eliminato il pilota più lento, per un totale di 7 eliminazioni. La struttura della Q2 è simile: di durata però di 15 minuti, con l'eliminazione dei piloti, a partire dal sesto minuto, per un totale di 7 esclusioni dalla fase finale. Nella Q3, a cui partecipano 8 piloti, di 14 minuti, la prima eliminazione giunge dopo 5 minuti. Ogni minuto e mezzo viene escluso un pilota, al fine di consentire ai soli due più veloci di lottare per la pole position. È previsto che tale format entri in vigore dal primo gran premio stagione, in Australia. Per l'introduzione di questo nuovo meccanismo non è però sufficiente il voto favorevole del Consiglio Mondiale della FIA, ma è necessario un via libera formale da parte di Strategic Group e F1 Commission, che giunge il 10 marzo.
Il direttore di gara della FIA, Charlie Whiting, ha specificato che, qualora più piloti non abbiano fatto segnare un tempo valido nel corso Q1, al momento del taglio dopo i primi 7 minuti, sarà la classifica delle terza sessione delle prove libere a stabilire la gerarchia dei piloti in griglia. L'esposizione, invece, della bandiera rossa nel corso della sessione non impedirà di tenere conto dei tempi fino a quel momento realizzati.
A seguito delle polemiche sorte per lo scarso spettacolo garantito da tale format delle qualifiche, la FIA decide di reintrodurre, dal terzo gran premio stagionale, in Cina, il formato utilizzato fino alla stagione 2015, con l'eliminazione dei piloti, solo al termine di ciascuna sessione.
Lo Strategy Group della F1 si riunisce a Ginevra a luglio, per modificare alcune norme del regolamento del campionato. Si decide di liberalizzare nuovamente le comunicazioni radio tra pilota e muretto, limitandole solo nel giro di ricognizione; vengono eliminate le penalizzazioni automatiche in caso di superamento, da parte del pilota, dei limiti della pista; si stabilisce che, in caso di partenza dietro alla safety car, al momento del rientro ai box di tale vettura, le monoposto si schiereranno sulla griglia ed effettuerranno una partenza tradizionale, da fermo; in qualifica, in caso di doppia bandiera gialla verrà esposta immediatamente la bandiera rossa, che interrompe la sessione.

## Riassunto della stagione

### Gran Premio d'Australia

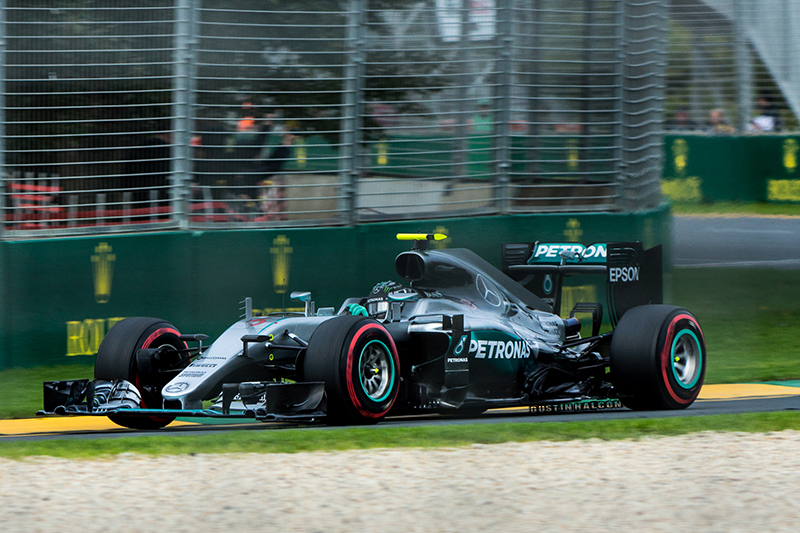
Nico Rosberg si aggiudica il primo gran premio della stagione, in Australia.

La procedura di partenza è sospesa per un problema tecnico sulla Red Bull di Daniil Kvjat, che viene accompagnata ai box dai commissari, e non può prendere parte alla gara. Viene effettuato un nuovo giro di formazione e la durata della gara è ridotta di un giro.
Alla partenza le due Ferrari di Sebastian Vettel e Kimi Räikkönen scattano meglio delle Mercedes e si portano in prima e seconda posizione: Nico Rosberg è terzo, davanti a Max Verstappen, Felipe Massa e Lewis Hamilton. Nei primi giri Massa cede due posizioni, prima a Hamilton poi a Ricciardo. Il brasiliano si ferma all'undicesimo giro, per montare le gomme soft.
Al giro 12 è il turno della sosta per Nico Rosberg, mentre un giro dopo anche Sebastian Vettel e Daniel Ricciardo montano un treno di gomme nuove. Il ferrarista rientra in pista ancora davanti al pilota della Mercedes, che non riesce a passare. Al sedicesimo passaggio anche gli altri due piloti di Ferrari e Mercedes effettuano la sosta. La classifica vede al comando sempre Vettel, ora però secondo è Nico Rosberg, che precede Kimi Räikkönen, poi Daniel Ricciardo, Lewis Hamilton e le due Toro Rosso.
Al diciassettesimo passaggio Fernando Alonso impatta contro la gomma posteriore sinistra della Haas di Esteban Gutiérrez. La vettura dello spagnolo sbatte contro il muretto poi s'impenna quando esce nella via di fuga, ribaltandosi varie volte e terminando la corsa contro un altro muretto di protezione; Alonso esce illeso dalla vettura, stesso dicasi per il messicano. La direzione di gara prima invia in pista la safety car, poi decide di interrompere la gara con la bandiera rossa, per consentire di ripulire la pista dai detriti.
Le vetture ripartono poco dopo, con Hamilton sceso in settima posizione, dietro alle due STR. Al ventiduesimo giro Kimi Räikkönen si ritira per un guasto al turbo, con le fiamme che escono dall'airscope. Al giro 31 nuovo cambio gomme per Carlos Sainz Jr., poco dopo essere stato attaccato, senza successo, da Hamilton, che così guadagna un'altra posizione. Nel giro seguente, nella sosta di Verstappen, si verifica un problema coi meccanici nel fissaggio di una ruota.
Sebastian Vettel monta gomme nuove (mescola morbida) al giro 34, e scende in quarta posizione, dietro a Rosberg, Ricciardo e Hamilton. Il britannico supera il pilota di casa, per il secondo posto, al giro 41. L'australiano effettua una nuova sosta un giro dopo, scalando quinto, dietro Massa. Il brasiliano viene superato da Ricciardo dopo 4 giri.
Negli ultimi giri Vettel s'avvicina a Lewis Hamilton, tenta di passarlo, ma al penultimo giro va lungo alla penultima curva, dando così via libera al pilota della Mercedes.
Nico Rosberg ottiene la quarta vittoria consecutiva (settima per la Mercedes), precedendo Lewis Hamilton e Sebastian Vettel. Romain Grosjean giunge sesto, ottenendo così i primi punti iridati per la Haas, all'esordio nel mondiale di F1. È il primo team esordiente che giunge a punti nella prima sua gara, dal Gran Premio d'Australia 2009, quando la Brawn GP ottenne una doppietta.

### Gran Premio del Bahrein

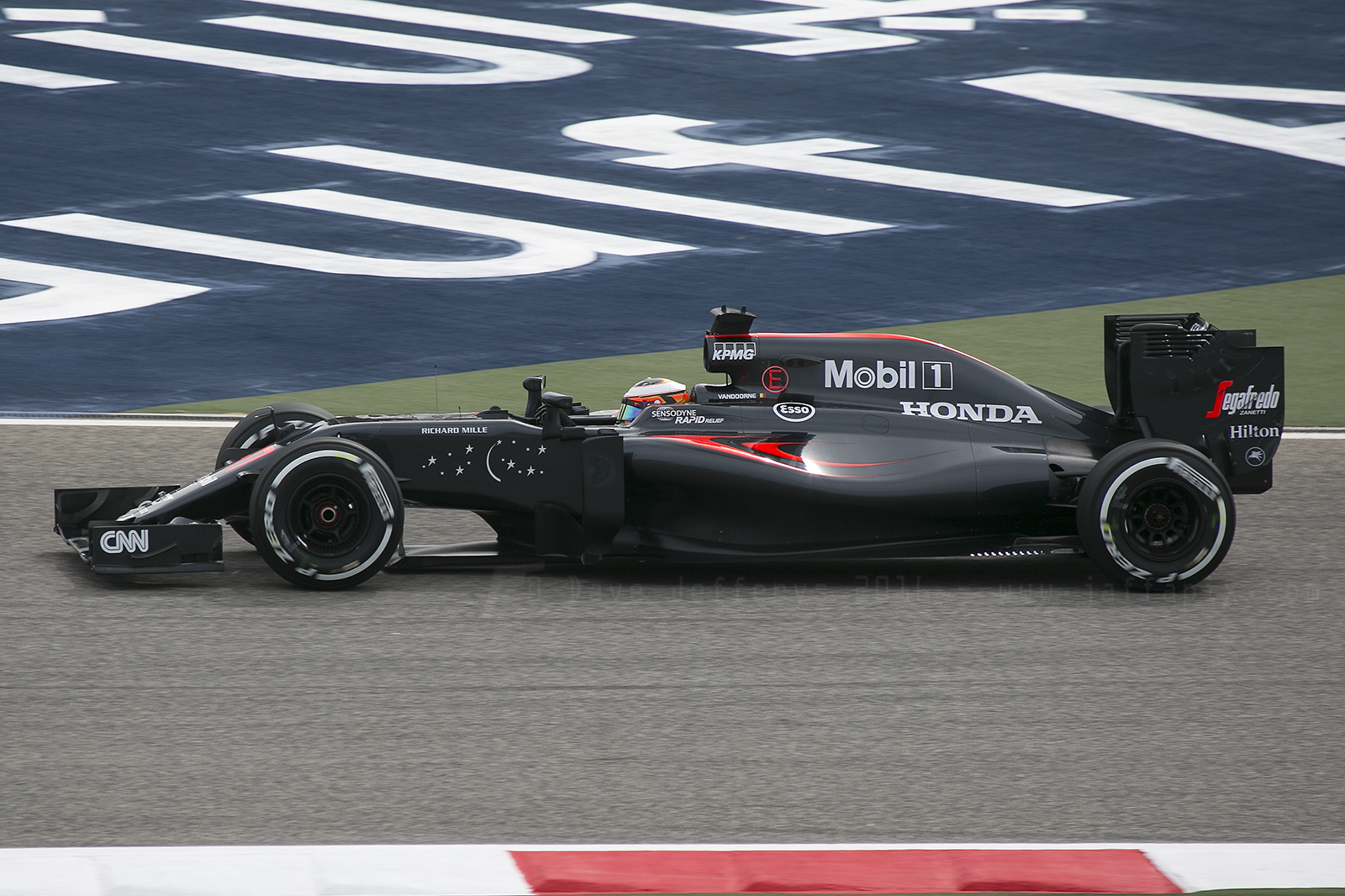
Stoffel Vandoorne fa il suo esordio nel mondiale, nella gara del Bahrein, conquistando il decimo posto.

Durante il giro di formazione due piloti sono costretti a non prendere parte alla gara, Sebastian Vettel, per un problema al propulsore, e Jolyon Palmer, che al termine dello stesso rientra direttamente ai box per un problema idraulico.
Alla partenza Nico Rosberg mantiene il comando della gara, mentre Lewis Hamilton ha un contatto con Valtteri Bottas, ed è costretto a cedere qualche posizione, così come Kimi Räikkönen. Al termine del primo giro il tedesco della Mercedes comanda il plotone, davanti a i due piloti della Williams Felipe Massa e Valtteri Bottas, seguiti da Daniel Ricciardo, Kimi Räikkönen, Romain Grosjean, Lewis Hamilton ed Esteban Gutiérrez.
Al quarto giro Hamilton passa Grosjean, mentre un giro dopo è il turno di Räikkönen, che recupera una posizione ai danni di Ricciardo. Al settimo giro l'australiano effettua la prima sosta, mentre Räikkönen scavalca anche Bottas. Il duo della Williams effettua la sua prima sosta tra l'ottavo e il nono giro. Al giro 10 Bottas sconta, con un drive-through, una penalizzazione per il contatto con Hamilton al via.
Tra il dodicesimo e quattordicesimo passaggio si fermano anche Grosjean, Räikkönen e i due piloti della Mercedes. La classifica è sempre guidata da Nico Rosberg, su Kimi Räikkönen, Daniel Ricciardo, Lewis Hamilton, Felipe Massa e Romain Grosjean. Al giro 17 Hamilton passa Ricciardo, mentre Grosjean ha la meglio su Massa che, al giro 20, viene sorpassato anche da Max Verstappen.
Al ventiquattresimo giro Grosjean prosegue la sua rimonta, strappando il quarto posto a Daniel Ricciardo. Al giro 27 va alla sosta Verstappen, un giro dopo è il turno di Grosjean, che torna in pista ottavo. Il francese e l'olandese, al giro 29, ripassano Bottas, ponendosi così al settimo e ottavo posto.
Attorno al trentesimo passaggio vi è la nuova sosta per i primi tre della graduatoria: la classifica resta però invariata, con Kimi Räikkönen, secondo, in mezzo alle due Mercedes. Quarto è Ricciardo, davanti al compagno di scuderia Daniil Kvjat, poi Romain Grosjean, Max Verstappen e Valtteri Bottas. Nei giri seguenti il russo della Red Bull Racing cede la sua posizione prima a Grosjean, poi a Verstappen.
Al trentottesimo giro terza sosta per Kimi Räikkönen, seguito, dopo due giri, da Nico Rosberg. Il divario tra i due piloti si stabilisce sui 5 secondi. Al quarantaduesimo giro anche Lewis Hamilton effettua il suo ultimo cambiogomme. Un giro dopo Max Verstappen passa Ricciardo, ed è terzo. Romain Grosjean, dopo la sosta al giro 41, è sceso in ottava posizione, ma velocemente torna quinto, passando Kvjat, Massa, e sfruttando il pit stop di Verstappen.
Negli ultimi giri Daniil Kvjat supera Bottas, per l'ottavo posto, mentre Verstappen strappa il sesto posto a Massa. Al penultimo passaggio Massa cede anche a Kvjat.
Nico Rosberg vince per la quinta volta consecutiva (le tre ultime gare della stagione 2015, più le prime della stagione 2016). Kimi Räikkönen chiude secondo, davanti a Lewis Hamilton. Stoffel Vandoorne, all'esordio, coglie un punto, col decimo posto.

### Gran Premio di Cina

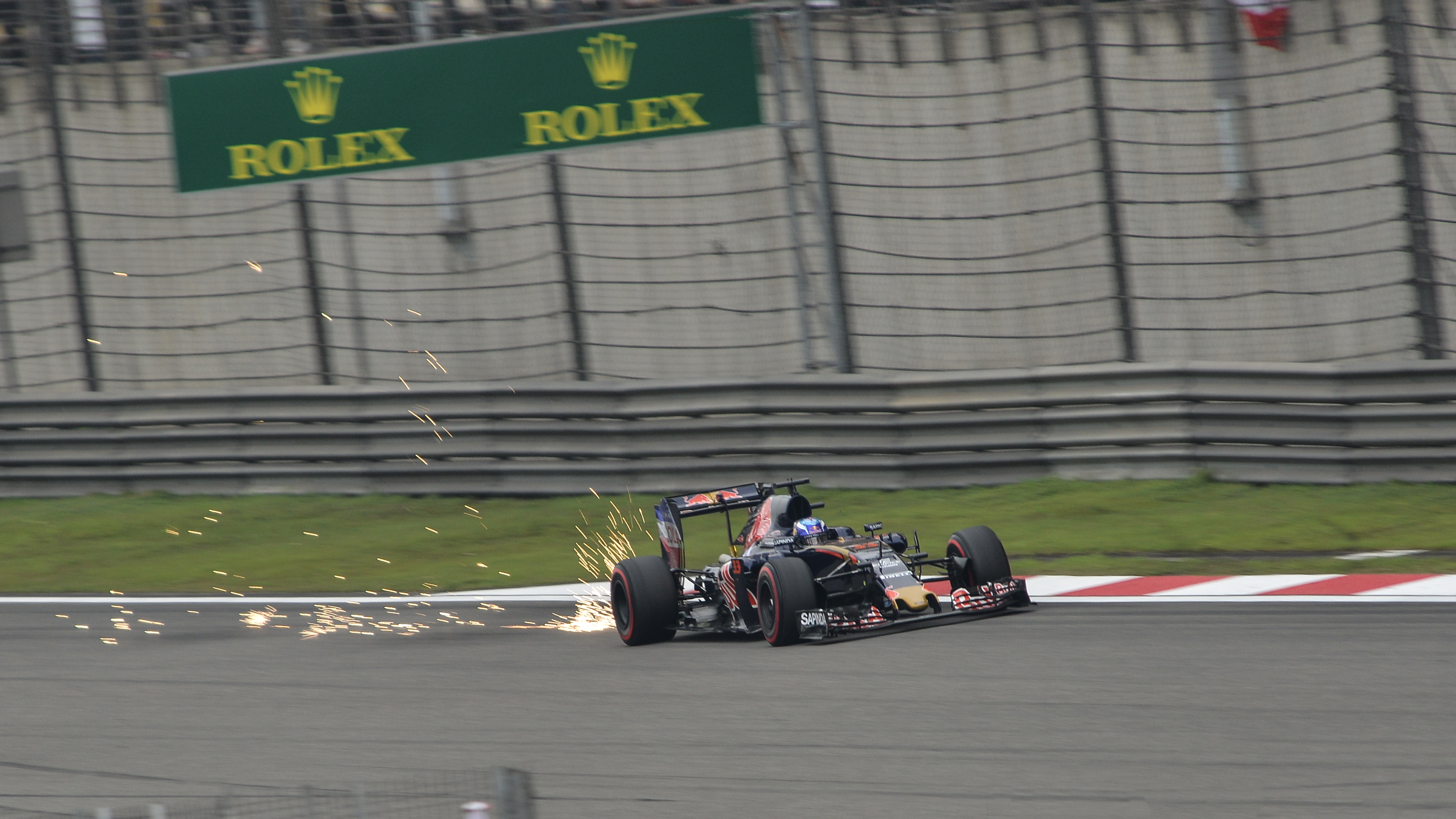
Max Verstappen durante le qualifiche del Gran Premio di Cina 2016

Al semaforo Daniel Ricciardo prende il comando della gara, passando Nico Rosberg, mentre subito dietro c'è un contatto tra le due Ferrari, con Sebastian Vettel che tocca la vettura di Kimi Räikkönen, allargando la traiettoria a seguito di un attacco di Daniil Kvjat. Nelle retrovie Lewis Hamilton finisce fuori pista, ma può continuare la gara. Sia Räikkönen che Hamilton sono costretti ai box, per sostituire il musetto.
Nel corso del terzo giro Rosberg passa Ricciardo, che però sul lungo rettilineo vede esplodere, per una foratura dovuta a un detrito, uno pneumatico: la direzione di gara decide di inviare in pista la safety car per ripulire il tratto di pista. Vari piloti effettuano la sosta per sostituire le gomme: Sebastian Vettel sostituisce il musetto danneggiato al via, superando due vetture nella corsia di entrata ai box. Alla ripartenza, dietro a Rosberg, c'è Felipe Massa, seguito da Fernando Alonso, Pascal Wehrlein, Esteban Gutiérrez e Daniil Kvjat. Il russo della Red Bull Racing recupera in quattro giri tre posizioni, ponendosi al secondo posto. Anche Vettel è rapido nella rimonta, tanto da scalare dal dodicesimo posto al quarto, in cinque giri. Il recupero s'interrompe al giro 18, quando il tedesco effettua ancora una sosta per il cambio delle gomme, scendendo all'undicesimo posto. Rosberg comanda sempre davanti a Kvjat, le due Williams, Carlos Sainz Jr., Sergio Pérez, Daniel Ricciardo e Lewis Hamilton.
Al ventesimo giro Daniil Kvjat effettua la sua sosta, e rientra in pista davanti a Vettel. Un giro dopo tocca anche a Nico Rosberg, e poi, a Valtteri Bottas. La classifica rimane comandata da Rosberg, che ora precede Kvjat, Vettel, Jenson Button, Pérez, e le due Williams. Massa recupera una posizione prima a Pérez, poi a Button, installandosi al quarto posto. Anche Valtteri Bottas passa Button, che va al cambio gomme al giro 27. Risale anche Daniel Ricciardo, che prevale su Bottas al trentesimo giro, e scala quarto, in seguito alla sosta di Felipe Massa poco dopo. Stessa rimonta per Kimi Räikkönen, che sfruttando le soste delle Williams, e sorpassando le Toro Rosso, è ora quinto.
Al trentaseiesimo passaggio sia Kvjat che Vettel effettuano in contemporanea la sosta; il tedesco rimane alle spalle del russo. Rosberg compie la sosta dopo un giro, mentre Vettel sorpassa Kvjat, per il secondo posto. Ricciardo e Räikkönen, entra al pit stop al giro 38, recuperano due posizioni, passando Massa e Hamilton, installandosi rispettivamente al quarto e quinto posto. Anche Hamilton cerca, senza successo, di passare il brasiliano. Negli ultimi giri Max Verstappen supera Bottas, per l'ottava piazza.
Nico Rosberg vince per la sesta volta consecutiva, conquistando la diciassettesima vittoria nel mondiale, diventando così il pilota col maggior numero di successi senza essere diventato campione del mondo.

### Gran Premio di Russia

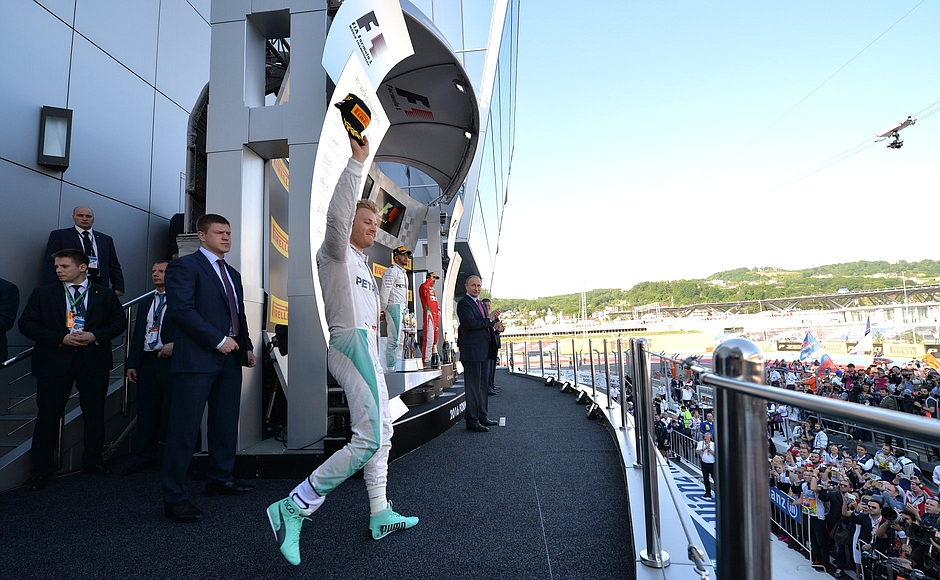
In Russia Nico Rosberg conquista il suo primo Grand Chelem nel mondiale.

Nico Rosberg mantiene il comando della gara alla partenza, seguito da Kimi Räikkönen, le due Williams, Lewis Hamilton e Max Verstappen. Nelle retrovie Sebastian Vettel viene tamponato, due volte, da Daniil Kvjat, ed è costretto al ritiro. A seguito di altri incidenti sono costretti all'abbandono anche Nico Hülkenberg e Rio Haryanto. La direzione di gara, al fine di consentire la pulizia della pista, fa entrare la Safety Car.
Alla ripartenza della gara Bottas passa Räikkönen e Hamilton Massa. Al settimo giro, dopo aver fallito il controsorpasso su Bottas, Räikkönen cede la terza posizione a Hamilton. La direzione di gara, intanto, penalizza i piloti ritenuti responsabili degli incidenti al via: Kvjat subisce uno stop and go di dieci secondi, mentre Esteban Gutiérrez un drive through.
Valtteri Bottas effettua la sua sosta al giro 17, seguito dopo un giro da Lewis Hamilton: il pilota della Williams mantiene la posizione sull'inglese, per un giro, prima di cedere al campione del mondo. Nello stesso giro c'è la sosta anche di Felipe Massa. Kimi Räikkönen si ferma, per il cambio gomme, solo al giro 21, rientrando in pista dietro a Hamilton, ora secondo, ma davanti a Bottas e Max Verstappen. L'olandese si ferma poco dopo, scende in settima posizione, ma passa Sergio Pérez al giro 27.
Nei giri seguenti, approfittando dei doppiaggi, Hamilton lima a otto secondi il distacco da Rosberg. La classifica rimane immutata fino al giro 34, quando Verstappen si ritira per un guasto al propulsore. Scala così sesto Fernando Alonso, seguito da Kevin Magnussen e Romain Grosjean.
Hamilton riceve l'annuncio di un problema tecnico con la temperatura dell'acqua, ed è costretto a interrompere il recupero sul battistrada. Negli ultimi giri Jenson Button passa Carlos Sainz Jr., ed entra in zona punti.
Nico Rosberg vince la settima gara consecutiva, la quarta dall'inizio della stagione, cogliendo anche il primo Grand Chelem della sua carriera nella massima serie.

### Gran Premio di Spagna

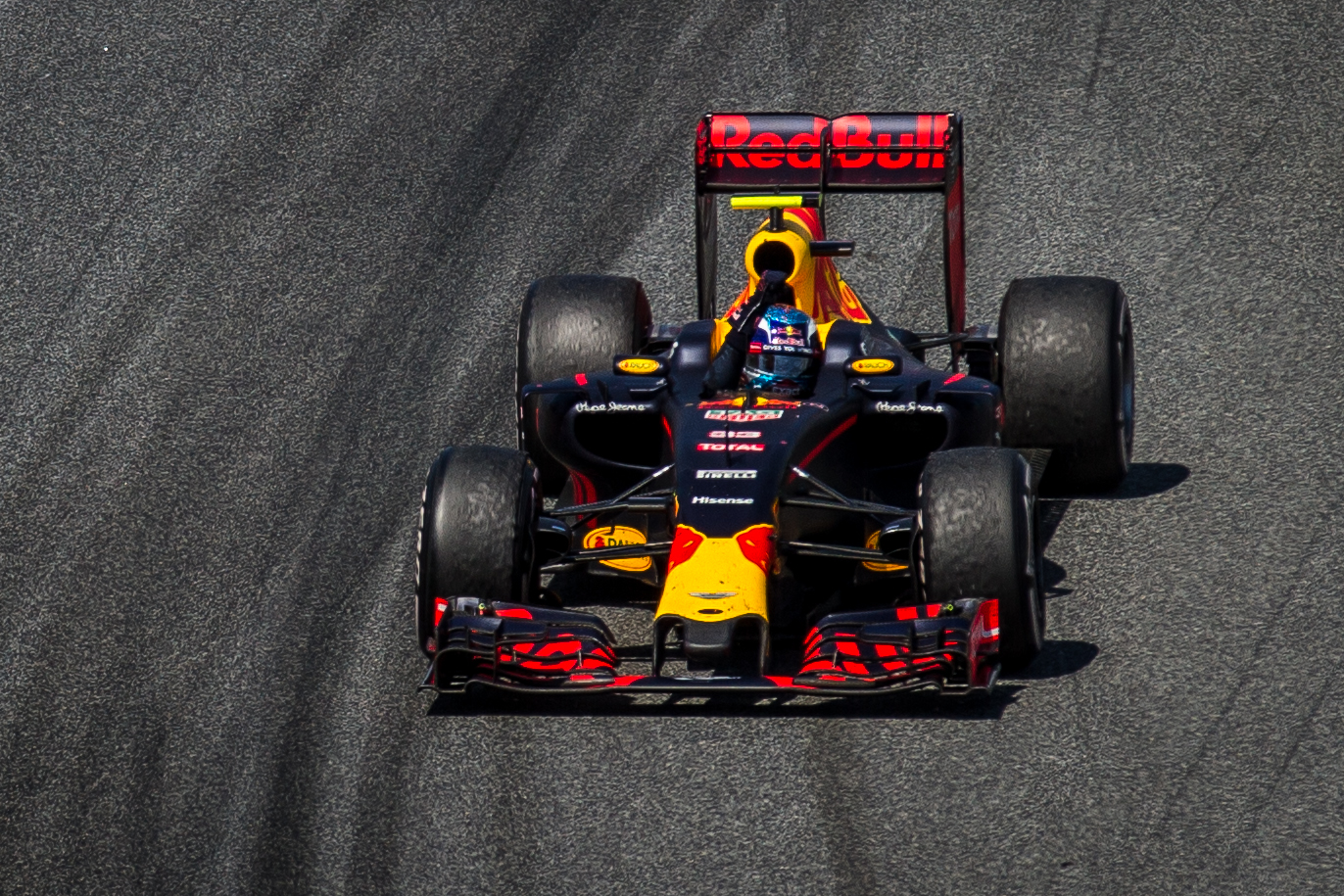
Max Verstappen si aggiudica la gara di Montmeló. È il più giovane vincitore di sempre nel mondiale di F1.

Lewis Hamilton viene superato al via da Nico Rosberg, mentre più dietro Sebastian Vettel passa Max Verstappen. Poco dopo però il ferrarista è ripassato sia dall'olandese che da Carlos Sainz Jr.. Giunti alla Repsol Hamilton cerca di ripassare Rosberg, che chiude però la traiettoria al britannico. La vettura esce dal tracciato, e ormai senza controllo, colpisce la parte posteriore della macchina di Rosberg: entrambi finiscono nella via di fuga e si ritirano. La direzione di gara invia in pista la safety car, con la classifica che vede al comando le due Red Bull di Daniel Ricciardo e Max Verstappen, seguite da Sainz e dalle due Ferrari.
Dopo tre giri con la vettura di sicurezza in pista la gara riprende regolarmente: Sainz resiste per diversi giri all'assalto di Vettel, ma deve cedere all'ottavo giro. Ancora due passaggi e lo spagnolo è passato anche dall'altro ferrarista Kimi Räikkönen. Ricciardo si ferma la prima volta al dodicesimo giro, e passa a condurre Verstappen, che diventa il più giovane in assoluto nella storia del mondiale ad aver condotto una gara. Il giro seguente vanno al cambio gomme sia l'olandese che Räikkönen, mentre Vettel attende fino al sedicesimo passaggio.
La graduatoria rimane invariata: dopo le due coppie di piloti di Red Bull e Ferrari si posiziona Valtteri Bottas, che ha passato Sainz al pit stop. Lo spagnolo è sesto, davanti a Sergio Pèrez e il duo della McLaren. In questa fase le due Ferrari si avvicinano al duo al comando, ma Vettel non trova lo spunto per passare Verstappen. Al giro 29 Nico Hülkenberg si ritira col motore in fiamme, ma riesce a posteggiare la vettura in un'ampia via di fuga, senza costringere la direzione di gara a mandare in pista di nuovo la safety car.
Nello stesso passaggio vi è la seconda sosta per Daniel Ricciardo, che monta gomme morbide, seguito, il giro dopo, da Sebastian Vettel, che segue la stessa strategia. Gli altri due battistrada, Verstappen e Räikkönen si fermano tra il trentacinquesimo e trentaseiesimo giro, optando per gomme dure. Al giro 38 altra sosta per Vettel, che passa anch'egli alle gomme dure. Il tedesco rientra quarto in pista.
Ricciardo effettua la sua ultima fermata al giro 44, scendendo in quarta posizione. Al comando ritorna così Verstappen, inseguito da vicino da Kimi Räikkönen. Il finlandese cerca di passare il pilota della Red Bull, così come dietro anche Ricciardo tenta di strappare a Vettel la terza posizione. L'australiano attacca il tedesco alla prima staccata in diverse occasioni, ma senza trovare lo spazio necessario. La gomma posteriore sinistra della Red Bull cede e Ricciardo è costretto a un'ulteriore sosta all'ultimo giro, senza che però ciò gli costi la quarta posizione.
Max Verstappen vince per la prima volta in F1, alla sua prima gara con la Red Bull; è il primo pilota dei Paesi Bassi a riuscire nell'impresa, e a 18 anni, 7 mesi e 15 giorni, anche il più giovane in assoluto nella storia del mondiale, strappando così a Sebastian Vettel il record fatto segnare nel Gran Premio d'Italia 2008. Questa rappresenta anche la prima vittoria per una monoposto motorizzata TAG Heuer, pur essendo questo di fatto un motore Renault ribattezzato col nome dell'azienda elvetica.

### Gran Premio di Monaco
A causa della pista bagnata la direzione di gara decide di far partire la gara dietro la vettura di sicurezza.

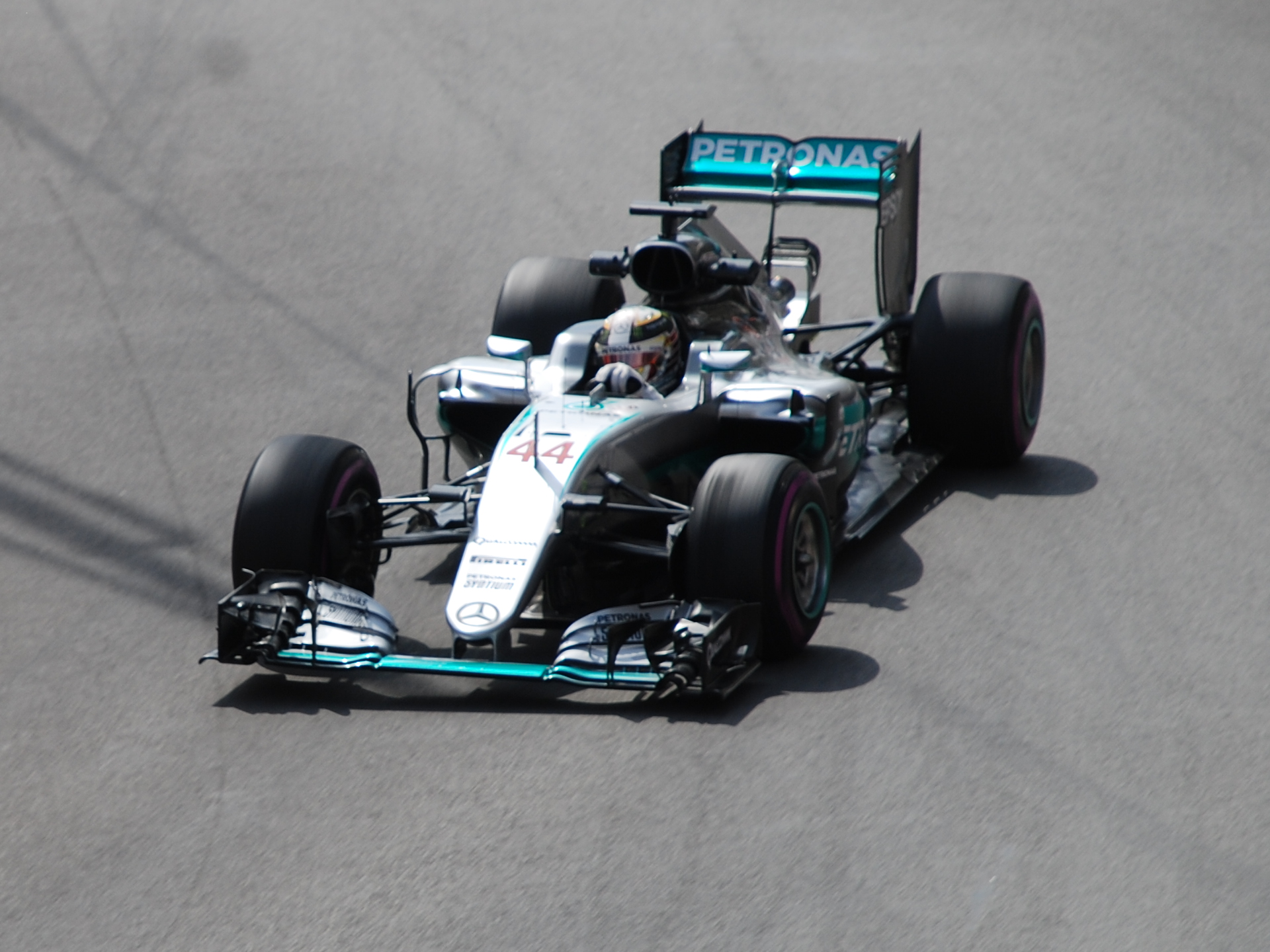
Dopo 8 anni Lewis Hamilton torna a vincere il GP di Monaco.

Durante il periodo di neutralizzazione Daniil Kvjat entra ai box per sostituire il volante, mentre Kevin Magnussen decide di montare gomme da bagnato intermedio. All'ottavo giro Jolyon Palmer perde il controllo della Renault sul rettilineo dei box e va a sbattere contro le barriere alla Sainte Devote. Dopo ben 7 giri dietro alla vettura di sicurezza, col calare dell'intensità delle precipitazioni, la direzione di gara decide di dare valenza al gran premio. Daniel Ricciardo guida davanti al duo della Mercedes Nico Rosberg-Lewis Hamilton, poi Sebastian Vettel, Nico Hülkenberg, Carlos Sainz Jr., Sergio Pérez e Fernando Alonso.
Al giro 11 Kimi Räikkönen colpisce le barriere al tornantino, e si ferma, con l'alettone anteriore finito sotto la scocca della vettura, nella via di fuga della chicane dopo il tunnel. Al giro 14 Vettel entra ai box, per montare le gomme intermedie, seguito dopo un giro da Fernando Alonso. Al giro 16 Lewis Hamilton passa Nico Rosberg, molto lento nella prima parte della gara; nello stesso giro Vettel, con gomme nuove, tenta il sorpasso su Felipe Massa, per il sesto posto, però non trova lo spazio, dopo il Tunnel, e ricede la posizione.
Al ventesimo giro sia Rosberg che Massa passano alle intermedie, mentre Kevin Magnussen e Daniil Kvjat si toccano alla Rascasse. Un giro dopo anche Pérez e Sainz passano ai box. La classifica vede sempre in testa Daniel Ricciardo, davanti a Hamilton, Rosberg, Pérez e Vettel. Ricciardo effettua il cambio gomme al giro 23, e cede la vetta della gara a Hamilton.
Il britannico si ferma al giro 31, ove monta la gomme slick, di tipo ultra soft. Optano per queste gomme anche Rosberg, Vettel, Hülkenberg e Sainz. Sergio Pérez ora è terzo, davanti a Sebastian Vettel, Fernando Alonso, Nico Rosberg e Nico Hülkenberg. Quando Ricciardo si porta ai box, per montare le gomme da asciutto super soft, gli pneumatici non sono ancora pronti: perde così quasi dieci secondi, e rientra in pista dietro a Lewis Hamilton.
Tra il trentatreesimo passaggio e il trentacinquesimo si ritirano, per incidente, Kevin Magnussen (alla Rascasse) e Max Verstappen (a Massenet). In questo caso viene nuovamente stabilita, nel punto, la safety car virtuale. Al trentasettesimo giro, dopo essersi avvicinato a Hamilton, Ricciardo sferra l'attacco alla chicane, dopo il tunnel. Il britannico però difende la posizione. Viene, poco dopo, messo sotto indagine, ma viene scagionato dai commissari.
Al giro 49 vi è un contatto tra le due vetture della Sauber alla Rascasse: la scuderia aveva invitato, invano, Nasr a cedere la posizione a Ericsson. Il brasiliano si ritira, poco dopo, per del fumo che proviene dal suo abitacolo. Anche Ericsson sarà costretto all'abbandono.
Al cinquantottesimo giro Nico Rosberg cerca di passare Alonso, ma va lungo alla chicane e ricede la posizione. Nello stesso giro Ricciardo è autore di un bloccaggio delle ruote, ma rimane nel tracciato. Dieci giri dopo la direzione di gara ristabilisce la safety car virtuale, sul rettifilo dei box, per un telone di plastica sceso sulla pista, e presto rimosso.
Negli ultimi minuti di gara torna la pioggia, debole, sulla pista, senza però che questo comporti difficoltà per i piloti. All'ultimo giro Nico Hülkenberg passa Nico Rosberg, proprio sulla linea di arrivo.
Lewis Hamilton conquista il quarantaquattresimo successo nel mondiale di F1, la prima vittoria dal Gran Premio degli Stati Uniti 2015.

### Gran Premio del Canada
Alla partenza Sebastian Vettel brucia le due Mercedes, ponendosi al comando; Nico Rosberg attacca Lewis Hamilton, ma termina nella via di fuga alla prima chicane e viene sfilato da molte vetture, ritrovandosi fuori dalla zona dei punti. Dietro al pilota della Ferrari resiste così il campione del mondo, seguito da Max Verstappen, Daniel Ricciardo, Kimi Räikkönen, Valtteri Bottas, Felipe Massa e Fernando Alonso.
Vettel, che nel primo giro accumula un buon vantaggio su Hamilton, va lungo all'ultima staccata e viene riavvicinato dal britannico. Inizia, nelle retrovie, la rimonta di Nico Rosberg, che passa Alonso ed è nono, dietro a Nico Hülkenberg. Al decimo giro si ritira Jenson Button, con un principio d'incendio sulla sua McLaren; sul luogo viene stabilita, per breve tempo, la Virtual Safety car.
All'undicesimo giro sia Vettel che Räikkönen effettuano la loro prima sosta, montando gomme supersoft. Il tedesco rientra quarto, dietro alle due Red Bull. Dopo alcuni tentativi infruttuosi, Sebastian Vettel supera Daniel Ricciardo al giro 17. Un giro dopo il tedesco passa anche l'altra Red Bull, quella di Verstappen, e si pone secondo. L'olandese va ai box al ventesimo giro, seguito, dopo un giro, anche dal compagno di scuderia. Nei giri successivi effettuano il cambio gomme anche Bottas e Lewis Hamilton, che opta per le morbide. Sebastian Vettel si ritrova così a condurre, davanti a Hamilton, poi Verstappen, Räikkönen, Ricciardo e Bottas. Intanto Rosberg, dopo aver passato Sergio Pérez, è settimo.
Al giro 34 seconda sosta per Kimi Räikkönen, in crisi con le gomme. Due giri dopo un errore di Ricciardo, consente a Bottas di scalare in quarta posizione. Al trentasettesimo giro si ritira Felipe Massa, mentre anche Vettel si ferma per la seconda volta, optando per gomme soft. Torna al comando Lewis Hamilton, che precede lo stesso Vettel e Verstappen. Al giro 38 Rosberg passa Ricciardo, che torna ai box, dove una piccola indecisione dei meccanici costa all'australiano circa un secondo. Il tedesco della Mercedes è quinto, dietro a Bottas.
Al quarantaseiesimo giro, mentre Vettel si avvicina al leader di gara, Max Verstappen effettua la seconda sosta, rientrando in pista quinto. Rosberg è costretto, da una foratura, a un secondo cambio gomme, al cinquantunesimo passaggio. Al momento del ritorno sul tracciato è solo settimo.
Tra il cinquantaquattresimo e il cinquantasettesimo giro Nico Rosberg passa prima Ricciardo, poi Räikkönen. Sebastian Vettel, nel tentativo di avvicinarsi a Hamilton, commette alcuni errori di guida, e non può ridurre il margine. Negli ultimi giri Rosberg attacca Verstappen, ma il pilota della Red Bull resisto fino al penultimo giro, quando viene sopravanzato dal tedesco all'ultima chicane: Rosberg perde però il controllo della monoposto, rimanendo così dietro a Verstappen.
Lewis Hamilton si aggiudica il gran premio, sfruttando una strategia a una sola sosta, contro le due del secondo, Sebastian Vettel. Primo podio in stagione per Valtteri Bottas.

### Gran Premio d'Europa

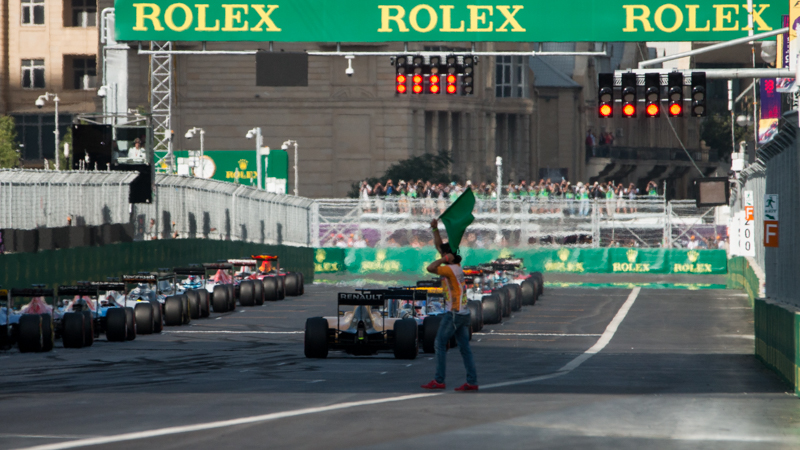
La pista, pochi istanti prima del via del primo Gran Premio disputato sul Circuito di Baku.

Alla partenza Nico Rosberg tiene il comando della gara, davanti a Daniel Ricciardo, seguito dal duo della Ferrari, poi Sergio Pérez, che passa presto Felipe Massa. Seguono Max Verstappen, Daniil Kvjat, Valtteri Bottas e Lewis Hamilton. Il russo della Toro Rosso è passato prima da Bottas poi da Hamilton, tra il secondo e terzo giro.
La rimonta dei due piloti prosegue dopo un giro, quando entrambi passano anche Verstappen, che vai ai box, già al sesto giro. Sempre in questo passaggio Sebastian Vettel prende la seconda piazza a Ricciardo. L'australiano si ferma ai box il giro successivo. Al nono giro anche Kimi Räikkönen effettua la sua sosta: il finlandese viene, poco dopo, messo sotto indagine dai commissari, per aver tagliato la corsia dei entrata ai box, in un passaggio sulla pista. Al pilota della Ferrari viene comminata una penalizzazione di cinque secondi.
Tra il sedicesimo e il diciassettesimo passaggio vanno al cambio gomme sia Lewis Hamilton, che si lamenta per delle vibrazioni della sua vettura, che Sergio Pérez. Vettel attende il giro 21 per cambiare le gomme, dopo aver rifiutato una richiesta di pit stop, fatta dal suo muretto, nei giri precedenti. Un giro dopo anche il leader della corsa, Rosberg, cambia gli pneumatici. La classifica, dopo il tedesco della Mercedes, vede Kimi Räikkönen davanti al compagno di team Vettel, poi Pérez, Ricciardo, Hamilton, e il duo della Williams. Poco dopo Ricciardo viene attaccato sia da Hamilton che da Felipe Massa, perdendo così due posizioni. Sale in classifica invece Nico Hülkenberg, che passa Sainz, ed è ottavo.
Al giro 28 c'è lo scambio di posizioni tra i due piloti della Ferrari e, subito dopo, Vettel riesce a ridurre il gap di distanza dal battistrada Rosberg, che effettua alcuni giri a ritmo lento, prima di trovare il passo, della prima parte di gara. Massa effettua ancora un cambio gomme al giro 29, scendendo in nona posizione.
Al trentatreesimo giro si ritira Carlos Sainz Jr. per un problema a una sospensione, mentre Hamilton si lamenta coi box per la perdita di potenza del motore della sua vettura.
Nella parte finale di gara Sergio Pérez si avvicina a Kimi Räikkönen, ottenendo il terzo posto virtuale, stante la penalizzazione che incombe sul tempo del ferrarista. Al giro 45 Verstappen conquista la nona posizione di Massa. Le due Red Bull superano, negli ultimi giri, Nico Hülkenberg, piazzandosi settima e ottava. Proprio all'ultimo giro Pérez supera, anche fisicamente, Räikkönen, per il terzo posto.
Nico Rosberg si aggiudica la gara, ottenendo il secondo Grand Chelem nel mondiale di F1, ovvero vittoria, pole position, giro veloce e conduzione della gara per tutta la sua interezza.

### Gran Premio d'Austria

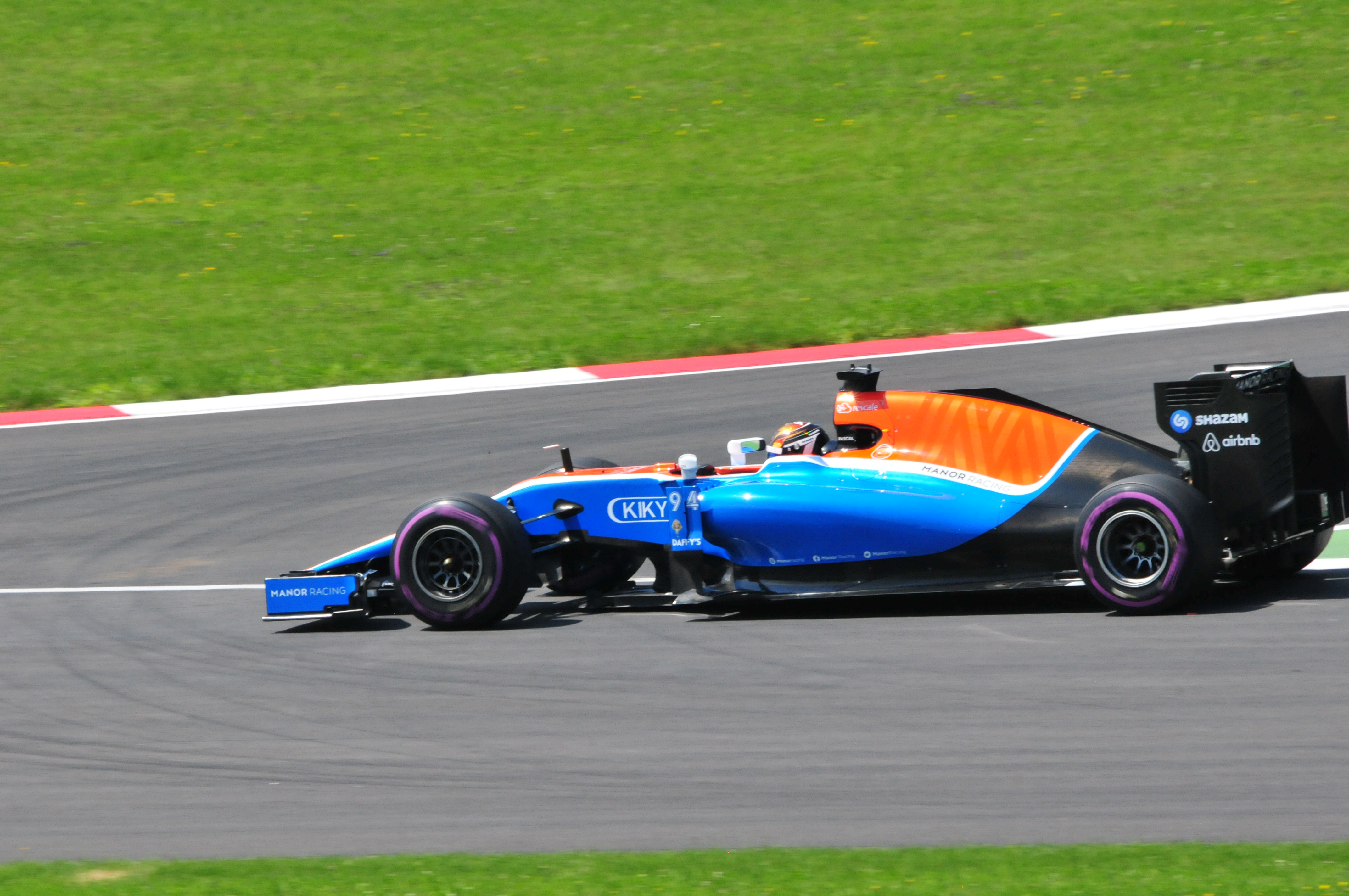
Pascal Wehrlein conquista il suo primo punto iridato nel GP d'Austria.

Il poleman Lewis Hamilton mantiene il comando della gara, seguito da Jenson Button e Kimi Räikkönen, che hanno subito passato Nico Hülkenberg. Seguono, al termine del primo giro, Nico Rosberg, Daniel Ricciardo, Max Verstappen e Sebastian Vettel. Già nel secondo passaggio c'è un cambio di classifica, con lo scambio di posizione tra le due Red Bull.
Hülkenberg cede, nei giri seguenti, diverse posizioni, fino a terminare a centro gruppo, mentre Vettel, al giro 7, sopravanza Ricciardo, ed è sesto. Nello stesso giro l'altro ferrarista, Kimi Räikkönen, prende la seconda piazza a Button. Anche il pilota della McLaren, nei successivi giri, viene risucchiato lontano dalla zona podio. Al decimo giro il britannico va al suo primo pit stop, dopo che, nel giro precedente, avevano fatto una sosta sia Nico Hülkenberg che il compagno di scuderia Fernando Alonso.
All'undicesimo giro Nico Rosberg anticipa la sua prima sosta. Il tedesco della Mercedes rientra in pista quarto, dietro a Hamilton e al duo della Ferrari, ma con un ottimo ritmo di gara, che lo riporta presto vicino a Vettel. La sosta del capoclassifica avviene solo al giro 22: i meccanici però commettono una piccola imperfezione al cambio gomme. Un giro ed è anche il turno per Kimi Räikkönen. Si trova ora primo Sebastian Vettel, seguito dal duo della Mercedes, con Rosberg che precede Hamilton. A seguire poi le due vetture della Red Bull Racing e Räikkönen.
Al ventisettesimo giro esplode lo pneumatico posteriore destro sulla vettura di Vettel, lungo il rettilineo dei box: il pilota rimane incolume ma la vettura si è danneggiata contro le barriere. La direzione di gara invia in pista la safety car. Il gruppo delle monoposto, per evitare eventuali detriti rimasti sul tracciato, percorre la corsia dei box.
Alla ripartenza Nico Rosberg comanda il gruppo su Lewis Hamilton, Max Verstappen, Daniel Ricciardo, Kimi Räikkönen, Valtteri Bottas, Felipe Nasr e Jenson Button. Il brasiliano della Sauber cede però presto la posizione a Button e a Romain Grosjean.
Al giro 52 pit stop per Bottas, e tre giri dopo anche per Lewis Hamilton, che monta gomme di mescola morbida. Il giro dopo anche Rosberg effettua la sua seconda fermata ai box: il tedesco opta per gomme super soft, e rientra in pista ancora davanti al compagno di team. A comandare la gara è ora Max Verstappen, seguito da Rosberg e Hamilton.
Al giro 58 Kimi Räikkönen sorpassa Ricciardo, ed è quarto. L'australiano è passato, poco dopo, anche da Button. Tra il giro 61 e il giro 63, le due Mercedes, che erano seconda e terza alle spalle di Verstappen dopo la seconda sosta, passano il pilota della Red Bull. Al sessantacinquesimo passaggio Ricciardo si riprende la quinta posizione, passando Jenson Button.
Negli ultimi giri Lewis Hamilton si avvicina a Nico Rosberg, attaccandolo proprio nell'ultima tornata: i due collidono alla Remus, con la vettura di Rosberg danneggiata all'alettone anteriore. Le due vetture si ritrovano vicine alla curva Schlossgold, con Hamilton che passa Rosberg, dopo un nuovo contatto fra le due monoposto. Rosberg è passato, nelle ultime curve, anche da Verstappen e Räikkönen, e chiude così quarto.
Lewis Hamilton conquista la sua quarantaseiesima vittoria, e il suo decimo Hat Trick, ovvero vittoria, pole e giro veloce.

### Gran Premio di Gran Bretagna

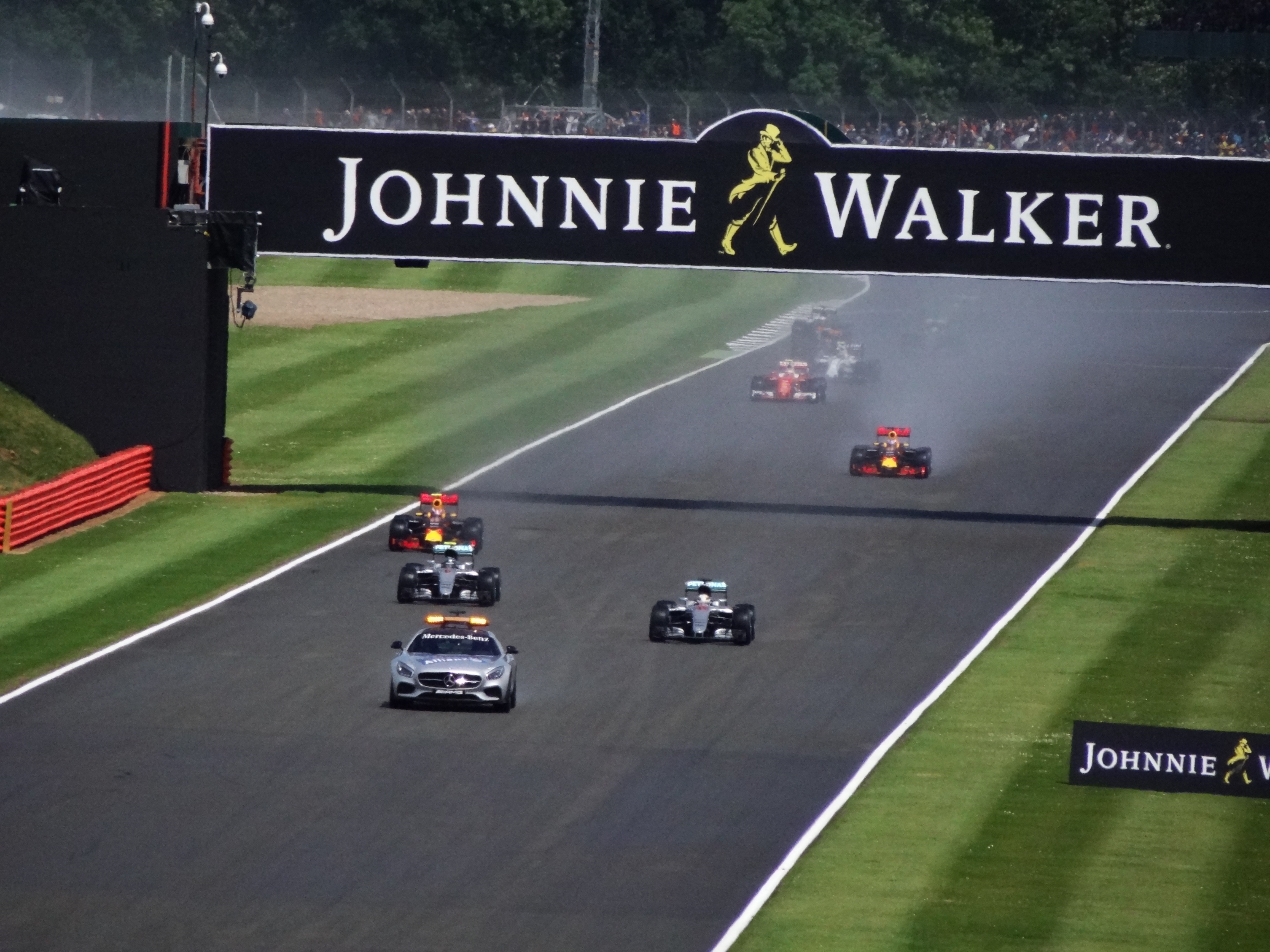
La pioggia caduta poco prima del via del Gp di Silverstone induce la direzione di gara a far svolgere i primi giri dietro la safety car.

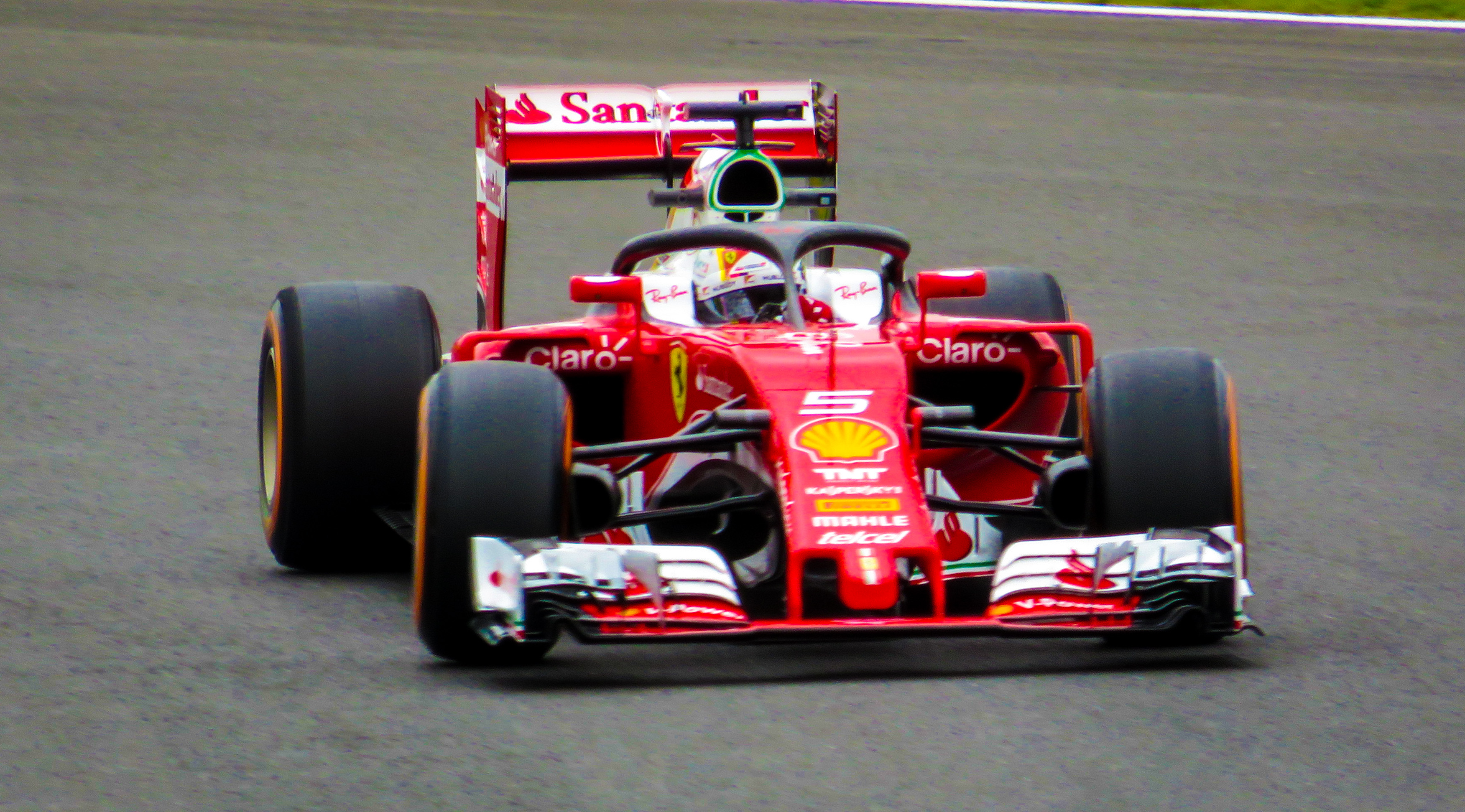
Sebastian Vettel testa l'Halo nelle prove libere del Gran Premio a Silverstone.

Circa venti minuti prima del via si scatena sul tracciato un forte temporale. La partenza non viene posticipata, ma le vetture partono dietro la safety car. Esse sfilano dietro alla vettura di sicurezza per 5 giri, prima che la stessa rientri ai box. Molti piloti, nelle retrovie, decidono subito di rientrare ai box, e passare dalle gomme da bagnato a quelle intermedie. Tra questi anche i due della Ferrari e Daniel Ricciardo. Alla ripartenza la classifica vede sempre al comando il poleman Lewis Hamilton, davanti a Nico Rosberg e a Max Verstappen.
Al settimo giro Pascal Wehrlein termina nella ghiaia; la direzione di gara stabilisce la Virtual Safety Car sul tratto di pista interessato: Hamilton entra ai box per il cambio gomme, lo segue il compagno di team Rosberg, così come Max Verstappen. Ora è quarto Sergio Pérez, davanti a Daniel Ricciardo, Kimi Räikkönen, Carlos Sainz Jr. e il duo della Williams. Al decimo giro Valtteri Bottas compie un testacoda e cede fino al tredicesimo posto.
In testa Hamilton conduce con un buon margine su Rosberg, che viene insidiato da Verstappen, per il secondo posto. Al giro 15 Vettel rientra ai box, per montare gomme da asciutto: la traiettoria si sta rapidamente asciugando, ma restano ancora zone molto umide, in special modo a cavallo dell'arrivo. Al giro 16 Verstappen passa Rosberg alla Chapel. Ancora due giri e anche le Mercedes passano alle gomme slick. Solo un giro dopo anche Verstappen effettua la stessa scelta, rientrando in pista davanti a Rosberg. Al ventunesimo giro Ricciardo passa Pérez per il quarto posto.
La pista ancora umida porta i piloti a diversi errori: Fernando Alonso termina nella sabbia, ma riesce a ripartire; Verstappen va lungo e perde terreno nei confronti di Hamilton, mentre Sainz, a causa di un testacoda, scende dal sesto all'ottavo posto, superato da Räikkönen e Nico Hülkenberg. Anche Vettel è autore di qualche sbavatura, ma, al giro 28, passa Daniil Kvjat ed è decimo.
Anche Sergio Pérez perde il controllo della vettura, alla prima curva, mantenendo però la quinta piazza. Al giro 37 Vettel passa Felipe Massa, per l'ottavo posto, ma viene messo sotto indagine dai commissari, in quanto la manovra non avrebbe consentito al brasiliano di difendersi correttamente. Il giro seguente, dopo un lungo duello, Nico Rosberg passa Max Verstappen, in crisi con gli pneumatici.
Nei giri finali Kimi Räikkönen passa Pérez, mentre Rosberg soffre per dei problemi al cambio, tanto da vedere ancora vicino Verstappen. L'olandese però non è in grado di attaccare il pilota della Mercedes, che chiude così, secondo al traguardo. Successivamente il tedesco sarà penalizzato di dieci secondi sul tempo di gara, scendendo così al terzo gradino del podio.
Lewis Hamilton, intanto, si aggiudica il suo quarantasettesimo gran premio nel mondiale di F1.

### Gran Premio d'Ungheria
Nico Rosberg viene passato al via sia da Lewis Hamilton che da Daniel Ricciardo: il tedesco è comunque capace, già alla seconda curva, di prendersi la seconda posizione. Seguono poi Max Verstappen, Sebastian Vettel, Fernando Alonso, Carlos Sainz Jr. e Jenson Button.
L'inglese della McLaren sconta, al quinto giro, un problema con il cambio, e viene sfilato da tutto il gruppo, senza però essere costretto al ritiro. Poco dopo, però, viene penalizzato con un drive through, per delle comunicazioni considerate illegittime col box, che lo ha aiutato a risolvere il problema tecnico.
Al quindicesimo giro Vettel effettua la sua prima sosta; un giro dopo tocca anche a Ricciardo, che rientra in pista davanti al tedesco della Ferrari, ma dietro alla vettura di Valtteri Bottas, che lo rallenta. Al giro 17 tocca anche a Hamilton e Verstappen: l'olandese della Red Bull Racing si trova alle spalle di Kimi Räikkönen, tenta di passarlo alla seconda curva, ma senza successo. Verstappen ripete la manovra anche nel giro seguente, ma ancora il finnico resiste all'assalto.
Dopo il cambio gomme di Nico Rosberg, al giro 18, la classifica vede al comando Lewis Hamilton, proprio davanti a Rosberg, seguito da Daniel Ricciardo, Sebastian Vettel, Kimi Räikkönen (che non ha effettuato ancora nessuno stop), Max Verstappen e Sergio Pérez. Il messicano compie la sosta al ventisettesimo giro, scendendo in decima posizione. La distanza fra Hamilton e Rosberg si riduce, a causa del deterioramento degli pneumatici del britannico.
Al ventinovesimo passaggio anche Kimi Räikkönen cambia gli pneumatici: rientra in pista settimo, dietro a Fernando Alonso, ma già al giro 31 il ferrarista passa l'iberico, installandosi al sesto posto. Al trentaquattresimo giro Ricciardo anticipa la seconda sosta, mentre l'altro pilota della Red Bull Verstappen attende il giro 39. Al giro 41 sosta anche per Pérez, penalizzato però dal ritardo dei suoi meccanici, non pronti al momento dello stop con le gomme. Nello stesso passaggio cambiano pure Hamilton e Vettel.
Nico Rosberg attende il giro 43 per la sua seconda fermata ai box: rientra in pista dietro a Hamilton, anche se staccato di un paio di secondi. Più dietro la classifica rimane congelata: Ricciardo sopravanza Sebastian Vettel, mentre Max Verstappen è davanti a Räikkönen. Il finnico effettua la sua seconda sosta al giro 52.
Gli ultimi giri vedono Rosberg avvicinarsi a Hamilton, Vettel a Ricciardo, e Räikkönen a Verstappen. Al cinquantasettesimo giro Kimi Räikkönen forza il sorpasso su Verstappen, che però resiste, ma alla seconda curva le due vetture si toccano, con l'alettone anteriore della Ferrari che viene danneggiato nell'impatto. Räikkönen chiede via radio una penalizzazione per l'olandese, la cui manovra però viene ritenuta regolare.
Al sessantaduesimo giro Lewis Hamilton commette un errore alla curva 12, consentendo a Rosberg ad avvicinarsi a soli sei decimi. Ciò però non permette al tedesco di rendersi realmente pericoloso per il primo posto.
Lewis Hamilton riporta così la sua quinta vittoria sul tracciato dell'Hungaroring, e si porta per la prima volta in stagione al comando del mondiale piloti.

### Gran Premio di Germania
La partenza di Nico Rosberg è lenta, tanto che il pilota tedesco, partito dalla pole position, si fa infilare sia dal compagno di team Lewis Hamilton, sia dalle due Red Bull Racing di Max Verstappen e Daniel Ricciardo, con l'olandese che passa l'australiano alla prima curva. Seguono poi le due Ferrari e Valtteri Bottas.
La classifica resta immutata nelle prime posizioni, nonostante l'attacco di Rosberg a Ricciardo. Al giro 11 primo cambio gomme per Max Verstappen e Nico Rosberg (entrambi proseguono con le supersoft), seguiti dopo un giro da Ricciardo, poi ancora da Vettel e da Lewis Hamilton al giro 14 (tutti e tre optano per le soft). La classifica rimane invariata.
Al ventisettesimo giro seconda sosta per Rosberg, che passa anch'egli alle mescole soft; stessa scelta, il giro seguente, per Verstappen. Nico Rosberg si avvicina al pilota della Red Bull Racing e lo passa al giro 30, con una manovra decisa al termine della Parabolika. Il tedesco della Mercedes è penalizzato di 5 secondi, per non aver consentito a Verstappen di effettuare correttamente la curva al momento del sorpasso. Nei giri seguenti montano gomme supersoft Hamilton, Ricciardo e Vettel. A questo punto la classifica è sempre comandata da Lewis Hamilton, davanti a Nico Rosberg, poi il duo della Red Bull Vestappen e Ricciardo; dietro c'è la coppia della Ferrari, seguita da Nico Hülkenberg. L'australiano passa, dopo pochi giri, il suo compagno di squadra.
Il ritmo di Rosberg non è competitivo, tanto che Daniel Ricciardo si avvicina minaccioso; al giro 44 Rosberg va ai box, dove sconta la penalità inflittagli prima. Seguono nei giri successivi i cambi gomme anche per gli altri battistrada. Lewis Hamilton rimane al comando, ora però secondo è Daniel Ricciardo, seguito da Max Verstappen. Rosberg è sceso al quarto posto, mentre al quinto e sesto sono sempre le due Ferrari. Dopo la terza sosta Valtteri Bottas è nuovamente davanti a Hülkenberg. Ciò fino al sessantunesimo giro, quando il pilota della Force India si riprende la settima posizione. Bottas è in crisi con gli pneumatici, tanto che cede una posizione anche a Jenson Button.
Lewis Hamilton vince per la quarantanovesima volta nel mondiale, davanti a Daniel Ricciardo e Max Verstappen.

### Gran Premio del Belgio

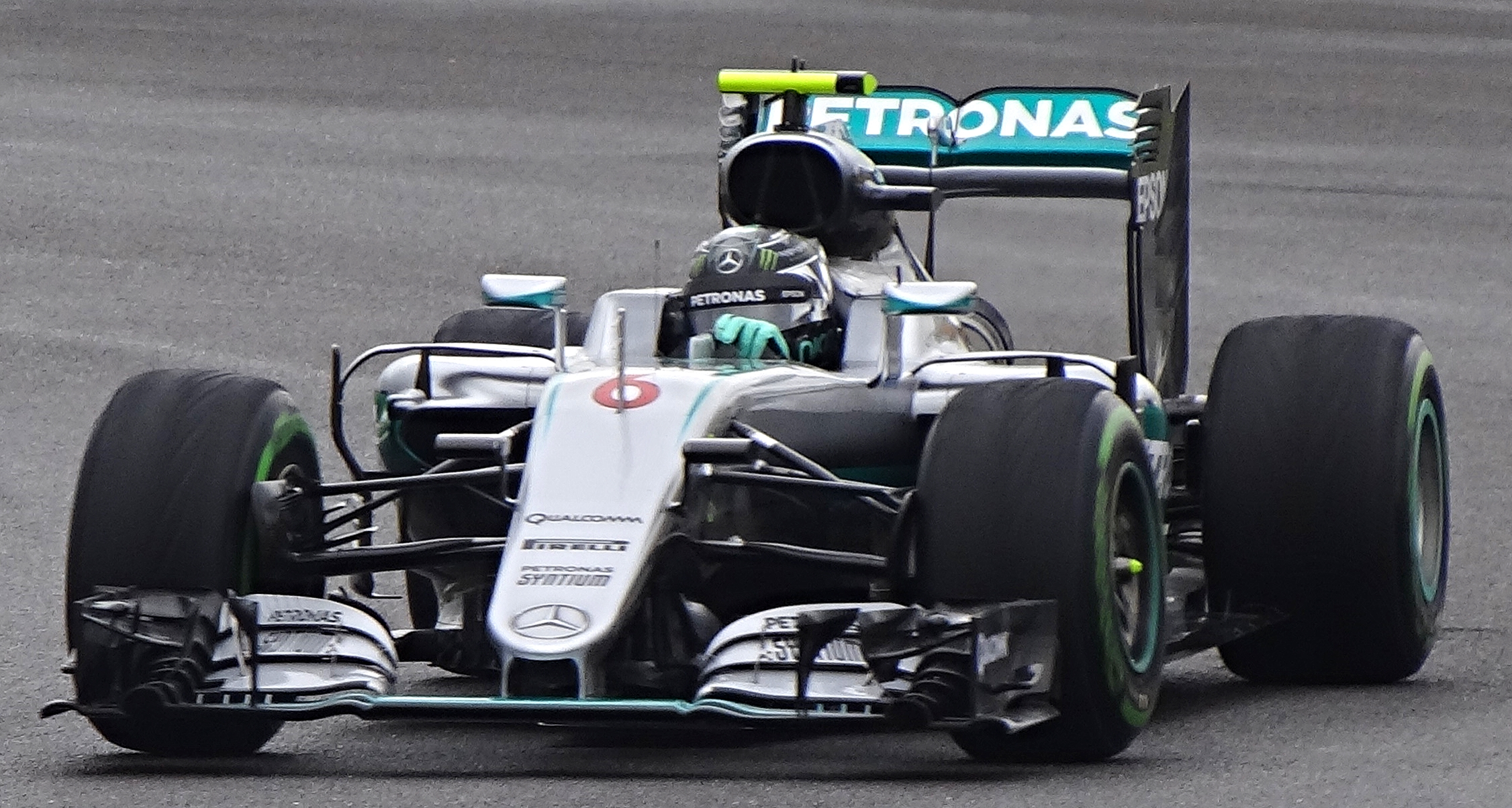
Nico Rosberg vince il Gran Premio del Belgio, rompendo quindi una striscia di 4 gare consecutive vinte da Lewis Hamilton

Nico Rosberg prende il comando al via della gara, mentre subito alla prima curva vi è un contatto tra le due Ferrari e Max Verstappen. L'olandese e Kimi Räikkönen hanno la vettura danneggiata ma proseguono il gran premio, anche se nelle posizioni di rincalzo, dovendo transitare ai box per delle riparazioni. Vettel invece è rallentato da un testacoda.
Dietro a Rosberg si pone Nico Hülkenberg, mentre l'altro pilota della Red Bull Racing, Daniel Ricciardo, si porta al terzo posto, seguito da Felipe Massa, Romain Grosjean e Valtteri Bottas. Carlos Sainz Jr. passa su dei detriti ed è costretto al ritiro: la gomma posteriore destra esplode, danneggiando irreparabilmente la sua vettura. Viene stabilita la Virtual Safety Car, per consentire agli addetti del tracciato di pulire la pista.
Massa va ai box, Bottas passa Grosjean, così come Sergio Pérez, che è quinto. Al sesto giro Kevin Magnussen sbatte violentemente al Radillon: la Renault è distrutta. La direzione di gara invia in pista prima la safety car, poi interrompe il gran premio con la bandiera rossa. Il pilota intanto esce dalla vettura in buone condizioni fisiche, anche se viene portato all'Ospedale di Verviers, dove viene dimesso con solo un taglio a una caviglia. Si ritirano, per incidente, anche Jenson Button e Pascal Wehrlein.
Alla ripartenza comanda sempre Nico Rosberg, davanti a Ricciardo, Nico Hülkenberg, poi Fernando Alonso, Lewis Hamilton, (i primi quattro non hanno cambiato gli pneumatici in regime di safety car) Felipe Massa e Daniil Kvjat. Un giro dopo Hamilton passa Alonso. Nelle retrovie Vettel è autore di una bella rimonta: prima passa Grosjean al giro 16, poi un giro dopo anche Kvjat, ponendosi ottavo dietro a Pérez.
Al diciassettesimo giro Hamilton passa anche Nico Hülkenberg, entrando sul podio virtuale della gara. Dopo quattro giri il britannico va al suo primo cambio gomme, penalizzato però da una piccola imperfezione dei meccanici; rientra in pista nono. Due giri dopo effettuano la sosta anche Nico Hülkenberg e Fernando Alonso: i due si trovano appaiati nella corsia dei box, ove prevale il tedesco. Al giro 25 tentativo di sorpasso di Vettel su Verstappen alla Source: il tedesco ha la meglio ma viene ripassato sul successivo rettifilo del Kemmel.
Al ventiseiesimo passaggio si ferma anche Rosberg, che mantiene il comando della gara. Un giro dopo Vettel passa definitivamente Verstappen che, subito dopo, va ai box per il cambio gomme. La classifica, dietro a Rosberg, vede sempre Ricciardo, seguito da Hamilton, Hülkenberg, Alonso, Massa, Pérez, Vettel, Bottas e Räikkönen.
Al giro 32 Hamilton effettua ancora una sosta, mentre Sergio Pérez passa Massa. Hamilton, che ha ceduto la terza piazza a Hülkenberg, la recupera nel giro seguente. Nello stesso giro Vettel strappa ancora una posizione a Massa. Il tedesco ha la meglio anche su Alonso, scalando sesto, dietro alle Force India. Anche l'altro ferrarista, Kimi Räikkönen, riesce a passare Felipe Massa, portandosi al nono posto.
Nico Rosberg giunge primo, conquistando la ventesima vittoria nel mondiale di Formula 1, e comandando la gara per la sua intera lunghezza.

### Gran Premio d'Italia
Al via il poleman Lewis Hamilton è autore di una cattiva partenza, tanto da essere sfilato da Nico Rosberg, le due Ferrari, Valtteri Bottas e Daniel Ricciardo. Vettel cerca di attaccare Rosberg alla prima chicane, ma il pilota della Mercedes resiste, e s'invola al primo posto.
Hamilton è capace di recuperare, in pochi giri, diverse posizioni. Al secondo giro passa Ricciardo alla Variante della Roggia, mentre dopo una lunga lotta, al decimo passaggio, ha la meglio su Bottas. Al quindicesimo e sedicesimo giro vanno al cambio gomme i due piloti della Ferrari (con una piccola imperfezione nel pit stop di Sebastian Vettel): Hamilton scala così al secondo posto. Dietro alle vetture italiane, che sono terze e quarte ora, c'è Romain Grosjean, che però viene passato da Valtteri Bottas e Daniel Ricciardo.
Al ventiquattresimo giro Nico Rosberg si ferma per montare gomme medie, e così non effettuare nessuna altra sosta, fino a fine gara. La stessa strategia è seguita anche da Hamilton, che si ferma un giro dopo. La classifica resta immutata, con le due Mercedes che precedono le due Ferrari.
Le due vetture italiane e Bottas effettuano la seconda sosta, tra il trentesimo e il trentaquattresimo giro. Il pilota della Williams opta per gomme soft, come Sebastian Vettel, mentre Kimi Räikkönen sceglie le coperture di tipo medio. Ricciardo, che ha passato Bottas dopo la sosta di quest'ultimo, si ferma al giro 37, e monta gomme supersoft. L'australiano rientra in pista nuovamente dietro al finnico.
Al quarantasettesimo giro Ricciardo sorprende Bottas alla prima variante e conquista il quinto posto. Un giro dopo anche l'altro pilota della Red Bull, Max Verstappen, conquista una posizione (il settimo posto), passando Sergio Pérez alla Roggia.
Nico Rosberg vince, aggiudicandosi per la prima volta in carriera il Gran Premio d'Italia.

### Gran Premio di Singapore
Al via c'è un contatto tra Carlos Sainz Jr. e Nico Hülkenberg, col tedesco che termina contro il muretto. La direzione di gara invia in pista la Safety Car, per consentire la pulizia della pista. La classifica vede al comando il poleman Nico Rosberg, seguito da Daniel Ricciardo, Lewis Hamilton, Kimi Räikkönen, Fernando Alonso, poi le due Toro Rosso.
Al settimo giro, a seguito di una segnalazione dei commissari, Sainz è costretto al box per levare un pezzo della carrozzeria che pende pericolosamente dalla vettura. Al giro tredici va alla sosta Max Verstappen, che era scalato settimo, e monta gomma supersoft. Nei giri seguenti è il turno per Fernando Alonso, poi nel giro 15 Daniel Ricciardo, Lewis Hamilton e Daniil Kvjat. L'australiano opta per le supersoft, mentre il britannico monta gomme soft. Al giro sedici tocca a Nico Rosberg (soft), mentre al giro 17 Kimi Räikkönen passa alle supersoft. La graduatoria per le prime quattro posizioni non muta, con Rosberg che precede Ricciardo, Hamilton e Räikkönen. Quinto è Sergio Pérez, mentre sesto è Sebastian Vettel; entrambi non hanno ancora effettuato il loro primo cambio gomme.
Il tedesco si ferma al giro 24 passando alle ultrasoft, mentre Pérez attende il giro seguente. Vettel passa in un solo colpo sia Esteban Gutiérrez e Carlos Sainz Jr., e rientra in zona punti al decimo posto. Al ventottesimo giro Verstappen, non riuscendo a sorpassare Kvjat, effettua la seconda sosta. Poco dopo sosta anche per Massa; ciò permette a Vettel di scalare in ottava posizione.
Verstappen passa Pérez al giro 31 e conquista la decima piazza. Ancora un giro e Vettel ha la meglio anche su Kevin Magnussen, mentre i battistrada iniziano con le seconde soste. Intanto, al giro 32, Kimi Räikkönen aveva passato Lewis Hamilton, sfruttando un errore del britannico.
La classifica, dopo i pit stop, vede al comando Nico Rosberg, che precede Daniel Ricciardo, Kimi Räikkönen, Lewis Hamilton, poi Sebastian Vettel che ha sorpassato anche Daniil Kvjat. Al giro 38 Verstappen passa Magnussen, poi grazie alla sosta di Kvjat scala sesto.
Al quarantaduesimo passaggio Vettel monta le ultrasoft, e scende in sesta posizione, ma riguadagna la quinta piazza dopo la sosta di Verstappen al giro 44. Sosta anche per Hamilton al giro 45. Kimi Räikkönen segue la strategia del britannico, rientra ai box il giro seguente ma, al momento del rientro in pista, si trova dietro al pilota della Mercedes. Verstappen passa al giro 48 sia Pérez che Kvjat, ed è settimo.
Anche Ricciardo monta gomme nuove, nel tentativo di riprendere Rosberg, che invece decide di proseguire fino a fine gara con le gomme attuali. L'australiano riduce di tre secondi al giro la distanza dal tedesco, mentre Räikkönen si avvicina a Hamilton.
Max Verstappen guadagna il sesto posto passando Alonso, mentre né Ricciardo né Räikkönen riescono a impensierire i due piloti della Mercedes, anche se Ricciardo chiude la gara a soli quattro decimi da Rosberg.
Il tedesco conquista il ventiduesimo successo in carriera, e si riporta in testa al mondiale.

### Gran Premio della Malesia

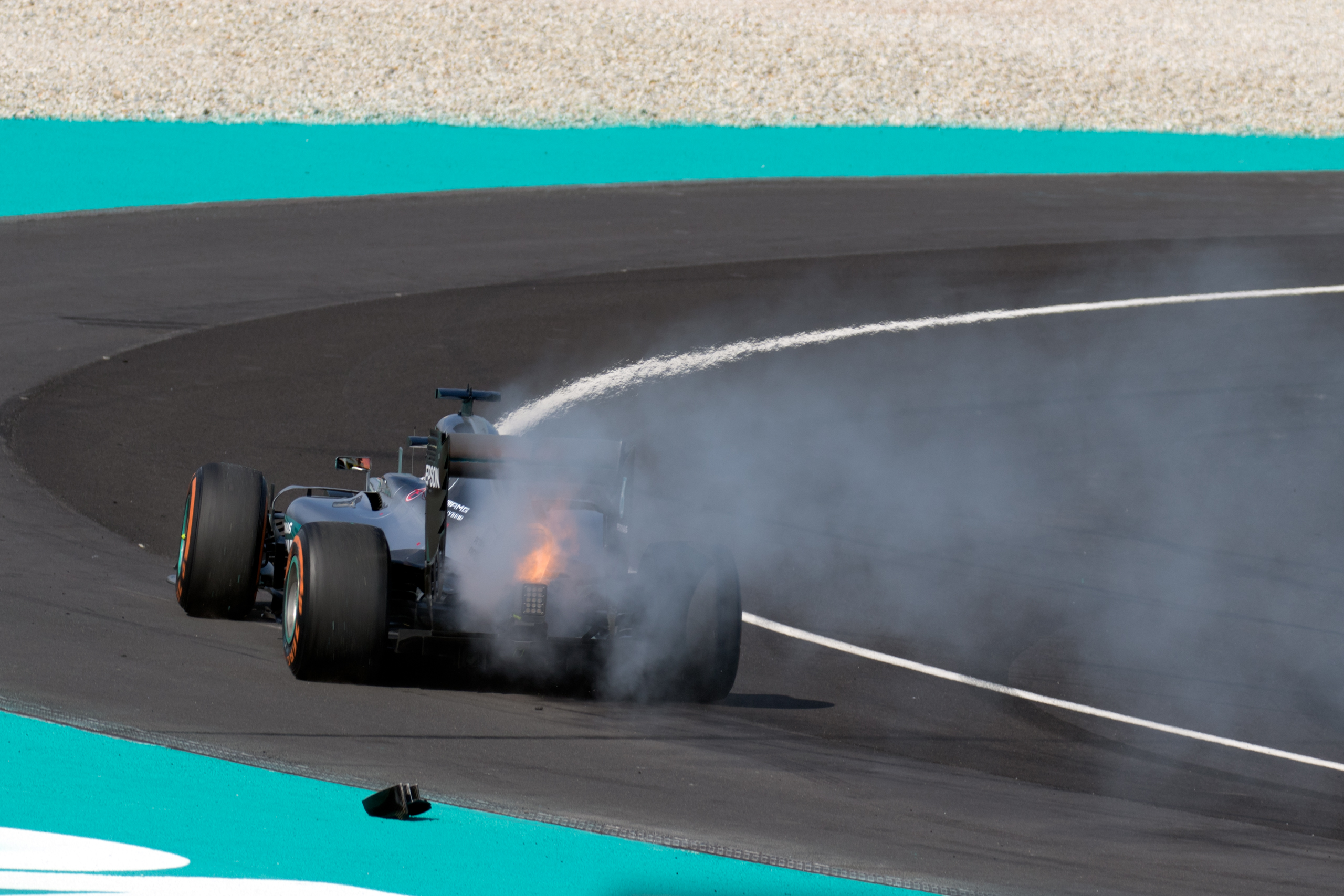
La gara di Lewis Hamilton termina al giro 41, per la rottura del motore, quando l'inglese si trovava in testa.

Prima della partenza un problema all'acceleratore costringe Felipe Massa a partire dai box, mentre anche Carlos Sainz Jr. rischia di non partire dalla griglia. Lo spagnolo riesce a far muovere la vettura, senza perciò che la procedura di partenza debba essere ripetuta.
Al via Lewis Hamilton s'invola in testa, mentre Nico Rosberg è colpito da Sebastian Vettel, che sbaglia i tempi della frenata alla prima curva. Il ferrarista è costretto al ritiro, mentre il pilota della Mercedes si ritrova nelle retrovie. La direzione di gara impone in pista la Virtual Safety Car, per consentire ai commissari di ripulire il tracciato. La classifica vede, dietro a Hamilton, Daniel Ricciardo, Sergio Pérez, Kimi Räikkönen, Max Verstappen, Jenson Button, Nico Hülkenberg e Valtteri Bottas. Alla ripartenza, dopo due giri, Verstappen passa Räikkönen. Nei giri seguenti Pérez cede la posizione sia a Verstappen che a Räikkönen. Nelle retrovie Fernando Alonso entra già al giro 4 in zona punti, mentre anche Nico Rosberg è autore di una pronta rimonta, che lo porta presto ai margini della stessa.
Al nono passaggio un problema ai freni costringe al ritiro Romain Grosjean: il francese esce all'ultima curva. La direzione di gara impone nuovamente il regime della vettura di sicurezza virtuale. Max Verstappen approfitta della situazione e monta gomme soft. Altri piloti effettuano la stessa scelta, come Pérez, Alonso e Rosberg. Al termine della Virtual Satefy Car, la gara vede ancora in testa Lewis Hamilton, che conduce su Daniel Ricciardo, Kimi Räikkönen, Max Verstappen e Valtteri Bottas. Rosberg è ora quattordicesimo, davanti ad Alonso. Al giro 13, una gomma si stacca dalla vettura di Esteban Gutiérrez; il pilota è costretto al ritiro, anche se riesce a parcheggiare la monoposto senza altri danni.
Nel frattempo Rosberg rimonta diverse posizioni, tanto che, al diciottesimo giro, è già sesto alle spalle di Bottas.
Verstappen s'avvicina a Räikkönen, ma il finlandese vai ai box al giro 20. Nei giri successivi è il turno anche per Hamilton e Ricciardo, con Verstappen che si trova al comando della gara. Al ventunesimo giro, intanto, Nico Rosberg sorpassa Bottas, e si porta al quinto posto. L'olandese comanda la gara fino al giro 28, quando rientra ai box, per la seconda volta, montando gomme hard. Ora è terzo, davanti a Kimi Räikkönen. Anche Rosberg cambia ancora gli pneumatici, ma resta quinto.
Al trentottesimo passaggio Nico Rosberg scala quarto, passando Kimi Räikkönen, con una manovra alla prima curva. Il tedesco è poi penalizzato di dieci secondi sul tempo di gara: Rosberg cerca così di ampliare il margine sul ferrarista. Vi è battaglia fra le due Red Bull, con Ricciardo che resiste all'attacco del suo compagno di scuderia Verstappen. Tre giri dopo esplode il motore sulla vettura del battistrada Lewis Hamilton, che così è costretto al ritiro. La direzione di gara impone, per la terza volta, la Virtual Safety Car. Al termine del breve periodo, la classifica vede al comando Daniel Ricciardo, davanti a Max Verstappen, Nico Rosberg, Kimi Räikkönen e Valtteri Bottas.
Nei giri finali Verstappen cerca ancora d'impensierire Ricciardo, ma senza avvicinarsi ancora all'australiano.
Daniel Ricciardo vince per la quarta volta nel mondiale, la prima dal Gran Premio del Belgio 2014. Rosberg, terzo, amplia il margine in classifica su Hamilton, mentre Jolyon Palmer conquista, per la prima volta, un punto iridato.

### Gran Premio del Giappone

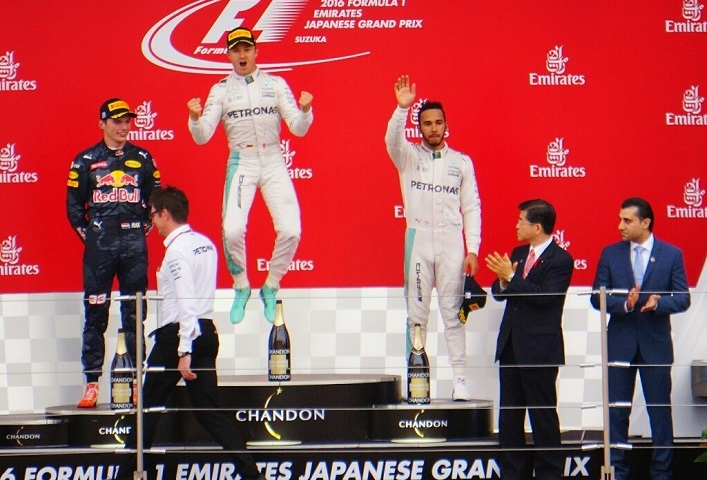
Nico Rosberg precede Max Verstappen e Lewis Hamilton nel GP del Giappone.

La partenza di Lewis Hamilton è molto negativa, tanto che il britannico, al termine del primo giro, è appena ottavo. Il poleman Nico Rosberg comanda la gara, davanti a Max Verstappen e Sergio Pérez. Dietro al messicano Daniel Ricciardo precede Sebastian Vettel, ma il ferrarista già nel corso del primo giro agguanta la quarta posizione. Il tedesco recupera ancora una posizione, al giro 2, quando passa Pérez.
Nelle retrovie al quinto giro Kimi Räikkönen strappa il sesto posto a Nico Hülkenberg, che cede due giri dopo anche a Lewis Hamilton. Al decimo passaggio effettuano la prima sosta le due Red Bull Racing, al giro 11 è il turno per Hülkenberg, seguito dopo due giri da Rosberg, le due Ferrari e Pérez. Hamilton attende il giro tredici; nello stesso giro Räikkönen passa sia Pérez che Palmer, riportandosi in ottava posizione.
Nelle posizioni di testa sono ora inserite le due Williams, che non hanno effettuato il cambio gomme. Le due vetture inglesi sono però lente, e cedono in classifica nei giri seguenti. Ha recuperato posizioni anche Hamilton, ora quarto dietro a Vettel. La gara è comandata da Nico Rosberg su Max Verstappen. Dietro a Hamilton c'è Daniel Ricciardo, che precede Kimi Räikkönen, a sua volta davanti alle due Force India.
Le due Williams effettuano la loro sosta tra il venticinquesimo e il ventisettesimo giro, mentre Kimi Räikkönen, già al giro 26, si è fermato per la seconda volta. Tra gli altri piloti di testa il primo a fermarsi per la seconda volta è Nico Hülkenberg, che opta per le medie al giro 29. Nei giri seguenti tutti compiono il secondo cambio gomme: l'ultimo è Vettel, che attende il trentaquattresimo passaggio per montare gomme morbide. La classifica rimane invariata.
Nella parte finale del gran premio Hamilton si avvicina a Verstappen, e tenta di attaccarlo all'ultima chicane al giro 52; l'olandese resiste, mantenendo la seconda posizione.
Nico Rosberg ottiene la sua ventitreesima vittoria. Per Hamilton è invece il centesimo podio, terzo pilota nella storia dopo Alain Prost e Michael Schumacher a ottenere tale risultato.

### Gran Premio degli Stati Uniti
Lewis Hamilton mantiene il comando del gran premio alla partenza, mentre Nico Rosberg è sorpassato da Daniel Ricciardo; quarto è Kimi Räikkönen. Al quinto posto si pone Max Verstappen, che tiene dietro Sebastian Vettel; il tedesco della Ferrari cerca senza successo nel corso del primo giro di passare l'olandese. Seguono poi Felipe Massa, Carlos Sainz Jr. e Fernando Alonso. Nelle retrovie finisce in testacoda Sergio Pérez, mentre Valtteri Bottas subisce una foratura.
La classifica, almeno nelle prime posizioni, resta immutata fino al giro 8, quando effettuano il primo pit stop sia Daniel Ricciardo che Kimi Räikkönen, che passano alla gomme morbide. All'uscita dai box il ferrarista si trova dietro a Button, e così vede allontanarsi Ricciardo, anche se Kimi Räikkönen è capace presto di passare il britannico della McLaren. Al nono giro c'è la sosta di Verstappen, mentre tra il decimo e undicesimo passaggio vanno ai box le due Mercedes: Rosberg opta per gomme medie, mentre Hamilton sceglie le morbide.
Anche dopo il primo giro di soste, la graduatoria rimane invariata, se non che al dodicesimo giro Verstappen passa Räikkönen. Dopo il pit stop di Vettel, Lewis Hamilton torna al comando, davanti a Ricciardo, Rosberg, Verstappen, le due Ferrari, poi Massa, Sainz e le due McLaren. In questa fase di gara, a causa delle diverse mescole scelte, Verstappen riesce ad avvicinarsi a Rosberg, senza però superarlo.
Kimi Räikkönen effettua la seconda sosta al giro 24, proprio mentre il compagno di team Vettel era vicino al sorpasso. Il finlandese monta gomme supersoft; un giro dopo è il turno della seconda sosta di Ricciardo (che sceglie le medie), mentre quando poco dopo Verstappen si presenta ai box, il team non è pronto con il nuovo set di gomme, tanto che l'olandese è costretto a rallentare e attendere l'arrivo degli pneumatici. Il pilota sarà poi costretto al ritiro due giri dopo per la perdita di potenza del motore della sua Red Bull Racing. La direzione di gara introduce la Virtual Safety Car. Nello stesso giro Vettel si ferma per la seconda volta e monta gomme medie.
Le due Mercedes effettuano la seconda sosta al giro 32, optando entrambe per le gomme medie. Hamilton guida ora davanti al compagno di squadra Rosberg, che ha superato ai box Ricciardo, ora terzo. Seguono poi le due Ferrari. Al pit stop anche Sainz ha guadagnato una piazza a Massa.
Kimi Räikkönen tenta di avvicinarsi a Ricciardo, ma al giro 39 è richiamato ai box per la terza sosta. Al momento del rientro in pista però una ruota non è fissata correttamente alla vettura, e il finlandese decide di parcheggiare la sua Ferrari sulla corsia di uscita dei box, prima di rientrare in retro nel paddock.
Sainz si trova pressato sia da Massa che da Alonso. Lo spagnolo della McLaren, al cinquantaduesimo giro, ha la meglio sul pilota della Williams. Al giro 54 Vettel effettua la terza sosta, mentre al giro 55 Alonso passa anche Sainz.
Lewis Hamilton vince per la cinquantesima volta nel mondiale, davanti a Nico Rosberg e Daniel Ricciardo.

### Gran Premio del Messico
Al via Lewis Hamilton tiene il comando della gara, ma va lungo alla prima staccata, conservando così il primato. Nico Rosberg resiste all'assalto di Max Verstappen, anche se le due monoposto si toccano, ma possono proseguire; Nico Hülkenberg è quarto, davanti a Kimi Räikkönen, Daniel Ricciardo, Felipe Massa e Sebastian Vettel. Nelle retrovie vi è una collisione tra Pascal Wehrlein e Marcus Ericsson: il primo è costretto al ritiro; Carlos Sainz Jr., invece, costringe fuori pista Fernando Alonso; il pilota della Toro Rosso è penalizzato di cinque secondi. La direzione di gara introduce la Virtual Safety Car, poi la stessa vettura di sicurezza, per consentire la pulizia del tracciato dai detriti. Ricciardo approfitta della situazione, per effettuare la sosta e montare gomme medie.
Dopo tre giri la gara ricomincia nella sua valenza sportiva, con la classifica che resta immutata. Al giro 13 Verstappen effettua la sua sosta, montando anch'egli gomme medie. Due giri dopo è il turno di Massa, che si stava proteggendo con difficoltà dagli attacchi di Vettel. Ancora due giri e anche Hamilton si ferma ai box: rientra in pista quarto, dietro a Rosberg e le due Ferrari. Nello stesso giro sosta anche per Nico Hülkenberg. Al ventesimo passaggio si fermano sia Rosberg che Räikkönen: Sebastian Vettel si pone al comando della gara, davanti alle due Mercedes e le due Red Bull, a cui si accoda Kimi Räikkönen.
Il tedesco della Ferrari, su gomme morbide, resiste fino al giro 33, quando torna ai box per montare gomme medie. Lewis Hamilton si riprende la testa della gara, precedendo Rosberg, le due Red Bull e le due Ferrari. Verstappen si avvicina a Rosberg, e tenta senza successo il sorpasso al giro 50. Quattro giri prima, intanto, la Ferrari aveva cambiato la sua strategia con Kimi Räikkönen, richiamandolo per una seconda sosta, dopo che lo stesso aveva dato via libera a Vettel. Ora il finnico è settimo, scavalcato da Nico Hülkenberg.
Al giro 51 anche Daniel Ricciardo si ferma per la seconda volta, optando per gomme morbide; l'australiano rientra in gara sesto, dietro a Nico Hülkenberg, ma lo passa nel giro seguente. Ora Verstappen è terzo, davanti a Vettel e al compagno di scuderia Ricciardo.
Al sessantottesimo giro Kimi Räikkönen passa Nico Hülkenberg, che va in testacoda, ma è capace di riprendere la pista. Nello stesso giro Vettel attacca Verstappen: l'olandese taglia la prima curva, resta davanti al tedesco, e non cede la posizione. Poco dopo Ricciardo si avvicina a Vettel, tenta il sorpasso, ma il ferrarista chiude lo spazio, tanto che le due vetture si toccano.
Lewis Hamilton vince per la cinquantunesima volta nel mondiale (come Alain Prost), davanti al compagno di scuderia Nico Rosberg, poi Max Verstappen e Sebastian Vettel. L'olandese è però penalizzato subito dopo l'arrivo, tanto che sul podio sale Vettel. Solo ore dopo il termine del gran premio anche il tedesco della Ferrari sarà penalizzato, tanto che il terzo posto viene assegnato a Daniel Ricciardo.

### Gran Premio del Brasile
Durante il giro di schieramento, la Haas di Romain Grosjean finisce contro le barriere. La partenza viene perciò ritardata di 10 minuti e la corsa parte in regime di Safety Car, a causa della pioggia e della scarsa visibilità.
Solo dopo sette giri dietro alla vettura di sicurezza parte la gara vera e propria, con Lewis Hamilton e Nico Rosberg che mantengono le posizioni di testa, mentre Max Verstappen supera Kimi Räikkönen per il terzo posto. Sebastian Vettel finisce in testacoda e rientra ai box per il cambio gomme, montando le intermedie e sprofondando così in classifica. Alcuni piloti, come Kevin Magnussen e Jenson Button, entrano ai box per montare gomme da bagnato intermedio.
Tre giri dopo, la Sauber di Marcus Ericsson va a schiantarsi contro le barriere dell'Arquibancadas, costringendo la chiusura della pit lane (dove Daniel Ricciardo subirà una penalità per esservi entrato nonostante il divieto) e un nuovo ingresso della Safety Car. Alla ripartenza, Felipe Massa supera Esteban Gutiérrez prima della linea di Safety Car: il pilota brasiliano verrà sanzionato con 5 secondi di penalità. La graduatoria vede sempre al comando Lewis Hamilton, davanti a Nico Rosberg, poi Räikkönen, nuovamente davanti a Verstappen, che ha montato anche lui gomme nuove e da bagnato intermedio. Seguono le due Force India, poi Sainz, Nasr e Ricciardo.
Al giro 20, quando la direzione di gara dà nuovamente il via alla competizione, Kimi Räikkönen perde il controllo della vettura sul rettilineo principale, finendo in testa coda e rischiando di essere colpito dalle molte vetture sopraggiungenti, causando così la prima bandiera rossa del Gran Premio. La gara riparte dal giro 21 (e la direzione di gara impone a tutti i piloti l'uso di gomme da bagnato estremo) con Hamilton sempre in testa: dietro la classifica resta invariata, ad eccezione del finlandese della Ferrari, uscito di gara, e Nico Hülkenberg, che cambia ancora gli pneumatici per una foratura. La gara verrà nuovamente neutralizzata dalla bandiera rossa, al giro 28, a causa della pioggia forte. Anche Jolyon Palmer si ritira, per essere stato tamponato da Daniil Kvjat in regime di Safety Car.
Dopo circa 35 minuti di interruzione, la gara riprende; al giro 32 Max Verstappen supera Rosberg, all'esterno della esse Senna, conquistando così la seconda posizione. Alcuni giri dopo, l'olandese perde il controllo della sua Red Bull Racing mentre percorre l'Arquibancadas, riuscendo comunque, con un grande controllo, a non finire in testacoda e, allo stesso tempo, a difendersi dall'attacco di Rosberg. Al giro 40 Ricciardo effettua un nuovo cambio gomme, e sconta la penalizzazione di 5 secondi inflittagli per essere entrato nella pit lane quando questa era chiusa per l'incidente di Ericsson.
Intanto Vettel prosegue la sua rimonta dal fondo dello schieramento, passando prima Fernando Alonso e poi Felipe Nasr, ottenendo così il sesto posto; nel frattempo Verstappen entra ai box per montare le gomme intermedie, perdendo così la seconda posizione a vantaggio di Rosberg. L'olandese rientra in pista quinto, davanti a Vettel.
Al giro 50 vi è un nuovo ingresso della Safety Car, questa volta a causa dell'incidente di Felipe Massa, che conclude così il suo ultimo Gran Premio in terra brasiliana. Al giro 54 Verstappen rientra ai box, questa volta per rimontare le gomme da bagnato; rientra così in pista all'undicesimo posto, dietro a Hamilton, Rosberg, Pérez, Sainz, Vettel, Nasr, Hülkenberg, Ocon, Kvjat e Ricciardo. Nei 16 giri rimasti, però, il pilota olandese riesce a compiere una grande rimonta che lo porta al 3º posto, dopo una lunga serie di sorpassi, gli ultimi su Vettel e su Pérez, che deve cedere l'ultimo gradino del podio al penultimo giro, nonostante una strenua resistenza all'esterno. Nel frattempo Vettel riesce a superare Sainz, collocandosi così al quinto posto. Non ci sono ulteriori sorprese fino al traguardo.
Lewis Hamilton vince così il suo cinquantaduesimo Gran Premio. Max Verstappen ottiene il suo primo giro veloce, diventando così il più giovane pilota, nella storia del mondiale di F1, a ottenere questo risultato, a 19 anni, un mese e 14 giorni.

### Gran Premio di Abu Dhabi
Al via Lewis Hamilton mantiene il comando della gara, davanti al compagno di scuderia Nico Rosberg. Più dietro Max Verstappen va in testacoda, scalando all'ultimo posto della graduatoria. Dietro alle due Mercedes si pone Kimi Räikkönen, seguito da Daniel Ricciardo e Sebastian Vettel.
La classifica resta immutata fino al giro 8, almeno per le prime posizioni, quando si portano alla prima sosta Hamilton, Räikkönen e Alonso. Un giro dopo è il turno per Rosberg e Vettel, mentre al decimo giro si ferma anche Ricciardo. Lewis Hamilton torna al comando della gara, davanti a Verstappen, che ha effettuato una poderosa rimonta, ma che non ha ancora effettuato il pit stop. Dietro al pilota della Red Bull Racing c'è Nico Rosberg, poi Kimi Räikkönen, Daniel Ricciardo e Sebastian Vettel. Ancora dietro vi sono le due Force India e Felipe Massa.
Al giro 13, dopo essere montato su un cordolo, Jenson Button si ritira dalla sua ultima gara, per il cedimento della sospensione anteriore destra. Al diciannovesimo giro Ricciardo tenta, senza successo, di passare Räikkönen, e viene così avvicinato anche da Vettel. Un giro dopo Rosberg ha la meglio su Verstappen, e conquista di nuovo il secondo posto. Ancora due giri e Verstappen effettua il cambio gomme: rientra in pista ottavo, alle spalle delle due Force India. Tre giri dopo si ferma, ma per la seconda volta, anche l'altro pilota della Red Bull, Ricciardo. Kimi Räikkönen attende ancora un giro, e rientra in pista dopo Ricciardo.
Verstappen, nel frattempo, ha passato Sergio Pérez. Il messicano è poi passato anche da Ricciardo. Tra il giro 28 e 29 vanno, per la seconda volta al pit stop, le due Mercedes: rientrano in pista dietro a Vettel. Il tedesco della Scuderia Ferrari prosegue sino al giro 38: monta poi gomme supersoft. La classifica, dietro a Hamilton e Rosberg, vede le due Red Bull e le due Ferrari.
Al quarantunesimo giro Vettel passa Räikkönen, e scala quinto. Il tedesco, sfruttando le gomme nuove, passa al giro 46 anche Ricciardo, e cinque giri dopo anche Verstappen. Negli ultimi giri il capoclassifica Hamilton riduce volontariamente il ritmo, facendo avvicinare sia Rosberg ma anche gli inseguitori Vettel e Verstappen, nel tentativo di far perdere ulteriori posizioni e punti a Rosberg. La tattica del pilota britannico non ha effetto e Rosberg mantiene la posizione, e nonostante Lewis Hamilton riesce ad aggiudicarsi la gara, col secondo posto Nico Rosberg ottiene il suo primo titolo mondiale.

## Risultati

### Risultato dei Gran Premi
| Nº | Gran Premio                   | Circuito          | Pole position    | Giro veloce      | Pilota vincitore | Scuderia vincitrice       | Resoconto |
| -- | ----------------------------- | ----------------- | ---------------- | ---------------- | ---------------- | ------------------------- | --------- |
| 1  | Gran Premio d'Australia       | Melbourne         | Lewis Hamilton   | Daniel Ricciardo | Nico Rosberg     | Mercedes                  | Resoconto |
| 2  | Gran Premio del Bahrein       | Manama            | Lewis Hamilton   | Nico Rosberg     | Nico Rosberg     | Mercedes                  | Resoconto |
| 3  | Gran Premio di Cina           | Shanghai          | Nico Rosberg     | Nico Hülkenberg  | Nico Rosberg     | Mercedes                  | Resoconto |
| 4  | Gran Premio di Russia         | Soči              | Nico Rosberg     | Nico Rosberg     | Nico Rosberg     | Mercedes                  | Resoconto |
| 5  | Gran Premio di Spagna         | Montmeló          | Lewis Hamilton   | Daniil Kvjat     | Max Verstappen   | Red Bull Racing-TAG Heuer | Resoconto |
| 6  | Gran Premio di Monaco         | Monaco            | Daniel Ricciardo | Lewis Hamilton   | Lewis Hamilton   | Mercedes                  | Resoconto |
| 7  | Gran Premio del Canada        | Montréal          | Lewis Hamilton   | Nico Rosberg     | Lewis Hamilton   | Mercedes                  | Resoconto |
| 8  | Gran Premio d'Europa          | Baku              | Nico Rosberg     | Nico Rosberg     | Nico Rosberg     | Mercedes                  | Resoconto |
| 9  | Gran Premio d'Austria         | Red Bull Ring     | Lewis Hamilton   | Lewis Hamilton   | Lewis Hamilton   | Mercedes                  | Resoconto |
| 10 | Gran Premio di Gran Bretagna  | Silverstone       | Lewis Hamilton   | Nico Rosberg     | Lewis Hamilton   | Mercedes                  | Resoconto |
| 11 | Gran Premio d'Ungheria        | Hungaroring       | Nico Rosberg     | Kimi Räikkönen   | Lewis Hamilton   | Mercedes                  | Resoconto |
| 12 | Gran Premio di Germania       | Hockenheim        | Nico Rosberg     | Daniel Ricciardo | Lewis Hamilton   | Mercedes                  | Resoconto |
| 13 | Gran Premio del Belgio        | Spa-Francorchamps | Nico Rosberg     | Lewis Hamilton   | Nico Rosberg     | Mercedes                  | Resoconto |
| 14 | Gran Premio d'Italia          | Monza             | Lewis Hamilton   | Fernando Alonso  | Nico Rosberg     | Mercedes                  | Resoconto |
| 15 | Gran Premio di Singapore      | Marina Bay        | Nico Rosberg     | Daniel Ricciardo | Nico Rosberg     | Mercedes                  | Resoconto |
| 16 | Gran Premio della Malesia     | Sepang            | Lewis Hamilton   | Nico Rosberg     | Daniel Ricciardo | Red Bull Racing-TAG Heuer | Resoconto |
| 17 | Gran Premio del Giappone      | Suzuka            | Nico Rosberg     | Sebastian Vettel | Nico Rosberg     | Mercedes                  | Resoconto |
| 18 | Gran Premio degli Stati Uniti | Austin            | Lewis Hamilton   | Sebastian Vettel | Lewis Hamilton   | Mercedes                  | Resoconto |
| 19 | Gran Premio del Messico       | Città del Messico | Lewis Hamilton   | Daniel Ricciardo | Lewis Hamilton   | Mercedes                  | Resoconto |
| 20 | Gran Premio del Brasile       | Interlagos        | Lewis Hamilton   | Max Verstappen   | Lewis Hamilton   | Mercedes                  | Resoconto |
| 21 | Gran Premio di Abu Dhabi      | Yas Marina        | Lewis Hamilton   | Sebastian Vettel | Lewis Hamilton   | Mercedes                  | Resoconto |

### Risultato delle qualifiche
| Nº | Pilota            |      |    |      |     |    |      |      |      |      |      |    |      |       |      |       |       |       |    |    |      |    |
| -- | ----------------- | ---- | -- | ---- | --- | -- | ---- | ---- | ---- | ---- | ---- | -- | ---- | ----- | ---- | ----- | ----- | ----- | -- | -- | ---- | -- |
| 3  | Daniel Ricciardo  | 8    | 5  | 2    | 5   | 3  | 1    | 4    | 2    | 5    | 4    | 3  | 3    | 5     | 6    | 2     | 4     | 4     | 3  | 4  | 6    | 3  |
| 5  | Sebastian Vettel  | 3    | 3  | 4    | 7+5 | 6  | 4    | 3    | 3    | 9+5  | 11+5 | 5  | 6    | 4     | 3    | 22+25 | 5     | 6+3   | 6  | 7  | 5    | 5  |
| 6  | Nico Rosberg      | 2    | 2  | 1    | 1   | 2  | 2    | 2    | 1    | 6+5  | 2    | 1  | 1    | 1     | 2    | 1     | 2     | 1     | 2  | 2  | 2    | 2  |
| 7  | Kimi Räikkönen    | 4    | 4  | 3    | 3   | 5  | 11+5 | 6    | 4    | 4    | 5    | 14 | 5    | 3     | 4    | 5     | 6     | 8+5   | 5  | 6  | 3    | 4  |
| 8  | Romain Grosjean   | 19   | 9  | 14   | 15  | 14 | 15   | 14   | 11   | 12   | 13   | 11 | 20+5 | 11    | 17+5 | 20+5  | 11    | 7     | 17 | P  | 7    | 14 |
| 9  | Marcus Ericsson   | 15   | 17 | 15   | 22  | 19 | 17   | 21+3 | 20   | 17   | P    | P  | 22   | P     | 19   | 14    | 16    | 18    | 16 | 15 | 20   | 22 |
| 11 | Sergio Pérez      | 9    | 18 | 7    | 6   | 9  | 7    | 11   | 7+5  | 15   | 10   | 13 | 9    | 6     | 8    | 17+8  | 7     | 5     | 11 | 12 | 9    | 8  |
| 12 | Felipe Nasr       | 17   | 21 | 16   | 19  | 20 | P    | 18   | 15   | 20+3 | 21   | 16 | 21   | 16    | 18   | 16    | 17    | 19    | 21 | 19 | 21   | 19 |
| 14 | Fernando Alonso   | 11   |    | 11   | 14  | 10 | 9    | 10   | 13   | 13   | 9    | 7  | 13   | 21+60 | 12   | 9     | 21+45 | 15    | 12 | 11 | 10   | 9  |
| 19 | Felipe Massa      | 6    | 7  | 10   | 4   | 18 | 14   | 8    | 5    | P    | 12   | 18 | 10   | 10    | 11   | 11    | P     | 12    | 9  | 9  | 13   | 10 |
| 20 | Kevin Magnussen   | 14   | P  | 17   | 17  | 15 | 16   | P    | P    | 16   | 16   | 19 | 16   | 12    | 21   | 15    | 13    | 17    | 18 | 14 | 18   | 18 |
| 21 | Esteban Gutiérrez | 20   | 13 | 18   | 16  | 16 | 12   | 13   | 14   | 10   | 14   | 15 | 11   | 18+5  | 10   | 13    | 12    | 10    | 14 | 17 | 12   | 13 |
| 22 | Jenson Button     | 12   | 14 | 12   | 12  | 12 | 13   | 12   | 19   | 3    | 17   | 8  | 12   | 9     | 14   | 12    | 9     | 22+35 | 19 | 13 | 17   | 12 |
| 26 | Daniil Kvjat      | 18   | 15 | 6    | 8   | 13 | 8    | 15+3 | 6    | P    | 15   | 12 | 18   | 19    | 16   | 7     | 14    | 13    | 13 | 18 | 14   | 17 |
| 27 | Nico Hülkenberg   | 10   | 8  | 13+3 | 13  | 11 | 5    | 9    | 12   | 2    | 8    | 9  | 8+1  | 7     | 9    | 8     | 8     | 9     | 7  | 5  | 8    | 7  |
| 30 | Jolyon Palmer     | 13   | 19 | 19   | 18  | 17 | 18   | 16   | 21   | 18+3 | 18   | 17 | 14   | 13    | 20   | 18    | 18    | 16    | 15 | 21 | 16   | 15 |
| 31 | Esteban Ocon      |      |    |      |     |    |      |      |      |      |      |    |      | 17    | 22   | 21    | 19    | 20    | 22 | 20 | 22+3 | 20 |
| 33 | Max Verstappen    | 5    | 10 | 9    | 9   | 4  | P    | 5    | 9    | 8    | 3    | 4  | 4    | 2     | 7    | 4     | 3     | 3     | 4  | 3  | 4    | 6  |
| 44 | Lewis Hamilton    | 1    | 1  | 22+5 | 10  | 1  | 3    | 1    | 10   | 1    | 1    | 2  | 2    | 20+60 | 1    | 3     | 1     | 2     | 1  | 1  | 1    | 1  |
| 47 | Stoffel Vandoorne |      | 12 |      |     |    |      |      |      |      |      |    |      |       |      |       |       |       |    |    |      |    |
| 55 | Carlos Sainz Jr.  | 7    | 11 | 8    | 11  | 8  | 6    | 20+5 | 18+5 | 14   | 7    | 6  | 15+3 | 14    | 15   | 6     | 15    | 14    | 10 | 10 | 15   | 21 |
| 77 | Valtteri Bottas   | 16+5 | 6  | 5    | 2   | 7  | 10   | 7    | 8    | 7    | 6    | 10 | 7    | 8     | 5    | 10    | 10    | 11    | 8  | 8  | 11   | 11 |
| 88 | Rio Haryanto      | 22+3 | 20 | 20   | 21  | 22 | 19   | 19   | 16   | 19+3 | 19   | 21 | 19   |       |      |       |       |       |    |    |      |    |
| 94 | Pascal Wehrlein   | 21   | 16 | 21   | 20  | 21 | 20   | 17   | 17   | 11   | 20   | 20 | 17   | 15    | 13   | 19    | 20    | 21+5  | 20 | 16 | 19   | 16 |
| Nº | Pilota            |      |    |      |     |    |      |      |      |      |      |    |      |       |      |       |       |       |    |    |      |    |

| Legenda | + – Precede il numero di posizioni di penalità sulla griglia di partenza. § – Indica quei piloti che per penalità sono stati retrocessi in fondo alla griglia di partenza. P – Indica quei piloti che hanno preso il via dalla pit lane. |

## Classifiche

### Sistema di punteggio
| Posizione | 1ª | 2ª | 3ª | 4ª | 5ª | 6ª | 7ª | 8ª | 9ª | 10ª |
| Punti     | 25 | 18 | 15 | 12 | 10 | 8  | 6  | 4  | 2  | 1   |

### Classifica piloti
| Pos. | Pilota            |     |     |    |     |     |     |     |     |     |     |     |     |     |     |     |     |    |     |     |     |     | Punti |
| ---- | ----------------- | --- | --- | -- | --- | --- | --- | --- | --- | --- | --- | --- | --- | --- | --- | --- | --- | -- | --- | --- | --- | --- | ----- |
| 1    | Nico Rosberg      | 1   | 1   | 1  | 1   | Rit | 7   | 5   | 1   | 4   | 3   | 2   | 4   | 1   | 1   | 1   | 3   | 1  | 2   | 2   | 2   | 2   | 385   |
| 2    | Lewis Hamilton    | 2   | 3   | 7  | 2   | Rit | 1   | 1   | 5   | 1   | 1   | 1   | 1   | 3   | 2   | 3   | Rit | 3  | 1   | 1   | 1   | 1   | 380   |
| 3    | Daniel Ricciardo  | 4   | 4   | 4  | 11  | 4   | 2   | 7   | 7   | 5   | 4   | 3   | 2   | 2   | 5   | 2   | 1   | 6  | 3   | 3   | 8   | 5   | 256   |
| 4    | Sebastian Vettel  | 3   | NP  | 2  | Rit | 3   | 4   | 2   | 2   | Rit | 9   | 4   | 5   | 6   | 3   | 5   | Rit | 4  | 4   | 5   | 5   | 3   | 212   |
| 5    | Max Verstappen    | 10  | 6   | 8  | Rit | 1   | Rit | 4   | 8   | 2   | 2   | 5   | 3   | 11  | 7   | 6   | 2   | 2  | Rit | 4   | 3   | 4   | 204   |
| 6    | Kimi Räikkönen    | Rit | 2   | 5  | 3   | 2   | Rit | 6   | 4   | 3   | 5   | 6   | 6   | 9   | 4   | 4   | 4   | 5  | Rit | 6   | Rit | 6   | 186   |
| 7    | Sergio Pérez      | 13  | 16  | 11 | 9   | 7   | 3   | 10  | 3   | 17* | 6   | 11  | 10  | 5   | 8   | 8   | 6   | 7  | 8   | 10  | 4   | 8   | 101   |
| 8    | Valtteri Bottas   | 8   | 9   | 10 | 4   | 5   | 12  | 3   | 6   | 9   | 14  | 9   | 9   | 8   | 6   | Rit | 5   | 10 | 16  | 8   | 11  | Rit | 85    |
| 9    | Nico Hülkenberg   | 7   | 15  | 15 | Rit | Rit | 6   | 8   | 9   | 19* | 7   | 10  | 7   | 4   | 10  | Rit | 8   | 8  | Rit | 7   | 7   | 7   | 72    |
| 10   | Fernando Alonso   | Rit | INF | 12 | 6   | Rit | 5   | 11  | Rit | 18* | 13  | 7   | 11  | 7   | 14  | 7   | 7   | 16 | 5   | 13  | 10  | 10  | 54    |
| 11   | Felipe Massa      | 5   | 8   | 6  | 5   | 8   | 10  | Rit | 10  | 20* | 11  | 18  | Rit | 10  | 9   | 12  | 13  | 9  | 7   | 9   | Rit | 9   | 53    |
| 12   | Carlos Sainz Jr.  | 9   | Rit | 9  | 12  | 6   | 8   | 9   | Rit | 8   | 8   | 8   | 14  | Rit | 15  | 14  | 11  | 17 | 6   | 16  | 6   | Rit | 46    |
| 13   | Romain Grosjean   | 6   | 5   | 19 | 8   | Rit | 13  | 14  | 13  | 7   | Rit | 14  | 13  | 13  | 11  | NP  | Rit | 11 | 10  | 20  | NP  | 11  | 29    |
| 14   | Daniil Kvjat      | NP  | 7   | 3  | 15  | 10  | Rit | 12  | Rit | Rit | 10  | 16  | 15  | 14  | Rit | 9   | 14  | 13 | 11  | 18  | 13  | Rit | 25    |
| 15   | Jenson Button     | 14  | Rit | 13 | 10  | 9   | 9   | Rit | 11  | 6   | 12  | Rit | 8   | Rit | 12  | Rit | 9   | 18 | 9   | 12  | 16  | Rit | 21    |
| 16   | Kevin Magnussen   | 12  | 11  | 17 | 7   | 14  | Rit | 16  | 14  | 14  | 17* | 15  | 16  | Rit | 17  | 10  | Rit | 14 | 12  | 17  | 14  | Rit | 7     |
| 17   | Felipe Nasr       | 15  | 14  | 20 | 16  | 15  | Rit | 18  | 12  | 13  | 15  | 17  | Rit | 17  | Rit | 13  | Rit | 19 | 15  | 15  | 9   | 16  | 2     |
| 18   | Jolyon Palmer     | 11  | NP  | 22 | 13  | 13  | Rit | Rit | 15  | 12  | Rit | 12  | 19  | 15  | Rit | 15  | 10  | 12 | 13  | 14  | Rit | 17  | 1     |
| 19   | Pascal Wehrlein   | 16  | 13  | 18 | 18  | 16  | 14  | 17  | Rit | 10  | Rit | 19  | 17  | Rit | Rit | 16  | 15  | 22 | 17  | Rit | 15  | 14  | 1     |
| 20   | Stoffel Vandoorne |     | 10  |    |     |     |     |     |     |     |     |     |     |     |     |     |     |    |     |     |     |     | 1     |
| 21   | Esteban Gutiérrez | Rit | Rit | 14 | 17  | 11  | 11  | 13  | 16  | 11  | 16  | 13  | 12  | 12  | 13  | 11  | Rit | 20 | Rit | 19  | Rit | 12  | 0     |
| 22   | Marcus Ericsson   | Rit | 12  | 16 | 14  | 12  | Rit | 15  | 17  | 15  | Rit | 20  | 18  | Rit | 16  | 17  | 12  | 15 | 14  | 11  | Rit | 15  | 0     |
| 23   | Esteban Ocon      |     |     |    |     |     |     |     |     |     |     |     |     | 16  | 18  | 18  | 16  | 21 | 18  | 21  | 12  | 13  | 0     |
| 24   | Rio Haryanto      | Rit | 17  | 21 | Rit | 17  | 15  | 19  | 18  | 16  | Rit | 21  | 20  |     |     |     |     |    |     |     |     |     | 0     |
| Pos. | Pilota            |     |     |    |     |     |     |     |     |     |     |     |     |     |     |     |     |    |     |     |     |     | Punti |

| Legenda | 1º posto     | 2º posto | 3º posto    | A punti         | Senza punti/Non class.  | Grassetto – Pole position Corsivo – Giro più veloce |
| Legenda | Squalificato | Ritirato | Non partito | Non qualificato | Solo prove/Terzo pilota | Grassetto – Pole position Corsivo – Giro più veloce |

* – Indica i piloti ritirati ma ugualmente classificati avendo coperto, come previsto dal regolamento, almeno il 90% della distanza di gara.

### Classifica costruttori
| Pos. | Costruttore               | Pilota     |     |     |    |     |     |     |     |     |     |     |     |     |     |     |     |     |    |     |     |     |     | Punti |
| ---- | ------------------------- | ---------- | --- | --- | -- | --- | --- | --- | --- | --- | --- | --- | --- | --- | --- | --- | --- | --- | -- | --- | --- | --- | --- | ----- |
| 1    | Mercedes                  | Rosberg    | 1   | 1   | 1  | 1   | Rit | 7   | 5   | 1   | 4   | 3   | 2   | 4   | 1   | 1   | 1   | 3   | 1  | 2   | 2   | 2   | 2   | 765   |
| 1    | Mercedes                  | Hamilton   | 2   | 3   | 7  | 2   | Rit | 1   | 1   | 5   | 1   | 1   | 1   | 1   | 3   | 2   | 3   | Rit | 3  | 1   | 1   | 1   | 1   | 765   |
| 2    | Red Bull Racing-TAG Heuer | Ricciardo  | 4   | 4   | 4  | 11  | 4   | 2   | 7   | 7   | 5   | 4   | 3   | 2   | 2   | 5   | 2   | 1   | 6  | 3   | 3   | 8   | 5   | 468   |
| 2    | Red Bull Racing-TAG Heuer | Kvjat      | NP  | 7   | 3  | 15  |     |     |     |     |     |     |     |     |     |     |     |     |    |     |     |     |     | 468   |
| 2    | Red Bull Racing-TAG Heuer | Verstappen |     |     |    |     | 1   | Rit | 4   | 8   | 2   | 2   | 5   | 3   | 11  | 7   | 6   | 2   | 2  | Rit | 4   | 3   | 4   | 468   |
| 3    | Ferrari                   | Vettel     | 3   | NP  | 2  | Rit | 3   | 4   | 2   | 2   | Rit | 9   | 4   | 5   | 6   | 3   | 5   | Rit | 4  | 4   | 5   | 5   | 3   | 398   |
| 3    | Ferrari                   | Räikkönen  | Rit | 2   | 5  | 3   | 2   | Rit | 6   | 4   | 3   | 5   | 6   | 6   | 9   | 4   | 4   | 4   | 5  | Rit | 6   | Rit | 6   | 398   |
| 4    | Force India-Mercedes      | Hülkenberg | 7   | 15  | 15 | Rit | Rit | 6   | 8   | 9   | 19* | 7   | 10  | 7   | 4   | 10  | Rit | 8   | 8  | Rit | 7   | 7   | 7   | 173   |
| 4    | Force India-Mercedes      | Pérez      | 13  | 16  | 11 | 9   | 7   | 3   | 10  | 3   | 17* | 6   | 11  | 10  | 5   | 8   | 8   | 6   | 7  | 8   | 10  | 4   | 8   | 173   |
| 5    | Williams-Mercedes         | Massa      | 5   | 8   | 6  | 5   | 8   | 10  | Rit | 10  | 20* | 11  | 18  | Rit | 10  | 9   | 12  | 13  | 9  | 7   | 9   | Rit | 9   | 138   |
| 5    | Williams-Mercedes         | Bottas     | 8   | 9   | 10 | 4   | 5   | 11  | 3   | 6   | 9   | 14  | 9   | 9   | 8   | 6   | Rit | 5   | 10 | 16  | 8   | 11  | Rit | 138   |
| 6    | McLaren-Honda             | Alonso     | Rit | INF | 12 | 6   | Rit | 5   | 11  | Rit | 18* | 13  | 7   | 12  | 7   | 14  | 7   | 7   | 16 | 5   | 13  | 10  | 10  | 76    |
| 6    | McLaren-Honda             | Vandoorne  |     | 10  |    |     |     |     |     |     |     |     |     |     |     |     |     |     |    |     |     |     |     | 76    |
| 6    | McLaren-Honda             | Button     | 14  | Rit | 13 | 10  | 9   | 9   | Rit | 11  | 6   | 12  | Rit | 8   | Rit | 12  | Rit | 9   | 18 | 9   | 12  | 16  | Rit | 76    |
| 7    | Toro Rosso-Ferrari        | Verstappen | 10  | 6   | 8  | Rit |     |     |     |     |     |     |     |     |     |     |     |     |    |     |     |     |     | 63    |
| 7    | Toro Rosso-Ferrari        | Kvjat      |     |     |    |     | 10  | Rit | 12  | Rit | Rit | 10  | 16  | 15  | 14  | Rit | 9   | 14  | 13 | 11  | 18  | 13  | Rit | 63    |
| 7    | Toro Rosso-Ferrari        | Sainz Jr.  | 9   | Rit | 9  | 12  | 6   | 8   | 9   | Rit | 8   | 8   | 8   | 14  | Rit | 15  | 14  | 11  | 17 | 6   | 16  | 6   | Rit | 63    |
| 8    | Haas-Ferrari              | Grosjean   | 6   | 5   | 19 | 8   | Rit | 13  | 14  | 13  | 7   | Rit | 14  | 13  | 13  | 11  | NP  | Rit | 11 | 10  | 20  | NP  | 11  | 29    |
| 8    | Haas-Ferrari              | Gutiérrez  | Rit | Rit | 14 | 17  | 11  | 12  | 13  | 16  | 11  | 16  | 13  | 11  | 12  | 13  | 11  | Rit | 20 | Rit | 19  | Rit | 12  | 29    |
| 9    | Renault                   | Magnussen  | 12  | 11  | 17 | 7   | 14  | Rit | 16  | 14  | 14  | 17* | 15  | 16  | Rit | 17  | 10  | Rit | 14 | 12  | 17  | 14  | Rit | 8     |
| 9    | Renault                   | Palmer     | 11  | NP  | 22 | 13  | 13  | Rit | Rit | 15  | 12  | Rit | 12  | 19  | 15  | Rit | 15  | 10  | 12 | 13  | 14  | Rit | 17  | 8     |
| 10   | Sauber-Ferrari            | Ericsson   | Rit | 12  | 16 | 14  | 12  | Rit | 15  | 17  | 15  | Rit | 20  | 18  | Rit | 16  | 17  | 12  | 15 | 14  | 11  | Rit | 15  | 2     |
| 10   | Sauber-Ferrari            | Nasr       | 15  | 14  | 20 | 16  | 15  | Rit | 18  | 12  | 13  | 15  | 17  | Rit | 17  | Rit | 13  | Rit | 19 | 15  | 15  | 9   | 16  | 2     |
| 11   | MRT-Mercedes              | Wehrlein   | 16  | 13  | 18 | 18  | 16  | 14  | 17  | Rit | 10  | Rit | 19  | 17  | Rit | Rit | 16  | 15  | 22 | 17  | Rit | 15  | 14  | 1     |
| 11   | MRT-Mercedes              | Haryanto   | Rit | 17  | 21 | Rit | 17  | 15  | 19  | 18  | 16  | Rit | 21  | 20  |     |     |     |     |    |     |     |     |     | 1     |
| 11   | MRT-Mercedes              | Ocon       |     |     |    |     |     |     |     |     |     |     |     |     | 16  | 18  | 18  | 16  | 21 | 18  | 21  | 12  | 13  | 1     |
| Pos. | Costruttore               | Pilota     |     |     |    |     |     |     |     |     |     |     |     |     |     |     |     |     |    |     |     |     |     | Punti |

| Legenda | Grassetto – Pole position Corsivo – Giro più veloce | 1º posto     | 2º posto | 3º posto    | A punti         | Senza punti |
| Legenda | Grassetto – Pole position Corsivo – Giro più veloce | Squalificato | Ritirato | Non partito | Non qualificato |             |

 * – Indica i piloti ritirati ma ugualmente classificati avendo coperto, come previsto dal regolamento, almeno il 90% della distanza di gara.